# Musique odissi
 (mai 2022).
 (mai 2022).
La mise en forme du texte ne suit pas les recommandations de Wikipédia : il faut le « wikifier ».
Les points d'amélioration suivants sont les cas les plus fréquents. Le détail des points à revoir est peut-être précisé sur la page de discussion.
- Les titres sont pré-formatés par le logiciel. Ils ne sont ni en capitales, ni en gras.
- Le texte ne doit pas être écrit en capitales (les noms de famille non plus), ni en gras, ni en italique, ni en « petit »…
- Le gras n'est utilisé que pour surligner le titre de l'article dans l'introduction, une seule fois.
- L'italique est rarement utilisé : mots en langue étrangère, titres d'œuvres, noms de bateaux, etc.
- Les citations ne sont pas en italique mais en corps de texte normal. Elles sont entourées par des guillemets français : « et ».
- Les listes à puces sont à éviter, des paragraphes rédigés étant largement préférés. Les tableaux sont à réserver à la présentation de données structurées (résultats, etc.).
- Les appels de note de bas de page (petits chiffres en exposant, introduits par l'outil «  Source ») sont à placer entre la fin de phrase et le point final[comme ça].
- Les liens internes (vers d'autres articles de Wikipédia) sont à choisir avec parcimonie. Créez des liens vers des articles approfondissant le sujet. Les termes génériques sans rapport avec le sujet sont à éviter, ainsi que les répétitions de liens vers un même terme.
- Les liens externes sont à placer uniquement dans une section « Liens externes », à la fin de l'article. Ces liens sont à choisir avec parcimonie suivant les règles définies. Si un lien sert de source à l'article, son insertion dans le texte est à faire par les notes de bas de page.
- La présentation des références doit suivre les conventions bibliographiques. Il est recommandé d'utiliser les modèles {{Ouvrage}}, {{Chapitre}}, {{Article}}, {{Lien web}} et/ou {{Bibliographie}}. Le mode d'édition visuel peut mettre en forme automatiquement les références.
- Insérer une infobox (cadre d'informations à droite) n'est pas obligatoire pour parachever la mise en page.

Pour une aide détaillée, merci de consulter Aide:Wikification.
Si vous pensez que ces points ont été résolus, vous pouvez retirer ce bandeau et améliorer la mise en forme d'un autre article.
La musique odissi (oṛiśī sangīta ; Odia) est un genre de musique classique indienne, originaire de l'État oriental d'Odisha. Étant une musique rituelle traditionnelle pour le service de Jagannatha, la musique Odissi a une histoire multimillénaire, d'authentiques sangita-shastra ou traités, des râgas et talas uniques et un style d'interprétation distinct,.
Les différents aspects de la musique Odissi incluent : chaupadi, chhānda, champu, chautisa, janāna, mālasri, bhajana, sarimāna, jhulā, kuduka, koili, poi, boli et plus encore.
Les dynamiques de présentation sont grossièrement classées en quatre : raganga, bhabanga, natyanga et dhrubapadanga.
Parmi les grands compositeurs-poètes de la tradition Odissi, on distingue : le poète du XIIe siècle Jayadeva, Balarama Dasa, Atibadi Jagannatha Dasa, Dinakrusna Dasa, Kabi Samrata Upendra Bhanja, Banamali Dasa, Kabisurjya Baladeba Ratha et Kabikalahansa Gopalakrusna Pattanayaka.
Selon le Natyashastra de Bharata Muni, la musique classique indienne a quatre branches importantes : Avanti, Panchali, Odramagadhi et Dakshinatya. Parmi ceux-ci, l'Odramagadhi existe sous la forme musicale Odissi.
La musique Odissi s'est cristallisée en tant que style indépendant à l'époque du poète Odia Jayadeva, qui composa des paroles destinées à être chantées, sur des ragas et des talas uniques à la tradition locale.
Cependant, les chansons Odissi furent écrites avant même que la langue Odia ne se développe. Le style odissi a donc un riche héritage remontant au IIe siècle av. J.-C., lorsque le roi Kharavela, le souverain d'Odisha (Kalinga), y supervisait la création artistique et musicale.
Les formes d'art traditionnelles d'Odisha telles que Mahari, Gotipua, Prahallada Nataka, Radha Prema Lila, Pala, Dasakathia, Bharata Lila, Khanjani Bhajana, etc. sont toutes fortement basées sur la musique d'Odissi. Odissi est l'une des danses classiques de l'Inde de l'état d'Odisha.

## Histoire

### Musique rituelle du temple de Jagannatha
La musique d'Odissi est intimement et inextricablement associée au temple Jagannatha de Puri. La divinité de Jagannatha est au cœur de la culture d'Odisha, et la musique d'Odissi était à l'origine la musique offerte comme sevā ou service à Jagannatha. Chaque nuit pendant le Badasinghara ou le dernier rituel de la divinité, le Gitagovinda de Jayadeva est chanté, sur les ragas et talas traditionnels d'Odissi. Cette tradition s'est poursuivie sans interruption depuis l'époque de Jayadeva, qui lui-même avait l'habitude de chanter dans le temple. Après l'époque du poète, le chant du Gitagovinda selon les authentiques Odissi ragas & talas a été institué comme sevā obligatoire au temple, devant être exécuté par les Maharis ou Devadasis, systématiquement enregistré dans les inscriptions, le Mādalā Pānji et d'autres officiels documents qui décrivent le fonctionnement du temple. À ce jour, le temple de Jagannatha reste la source majeure de musique Odissi; des compositions anciennes et authentiques (dont quelques Odia chhanda et janana archaïques de Jayadeva lui-même) survivent dans la tradition du temple, bien que les Devadasis ne se trouvent plus en raison de leur éradication systématique par le gouvernement britannique.

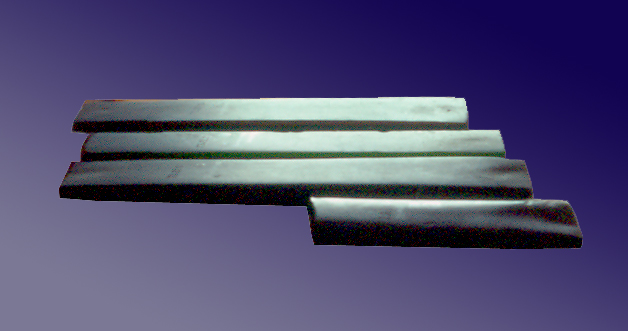
Bars découverts de Sankarjang, Angul, Odisha

### Musique préhistorique
L'ancienne Odisha avait une riche culture musicale, qui est étayée par de nombreuses fouilles archéologiques à travers Odisha. À Sankarjang dans le district d'Angul, les premiers travaux de pelle ont exposé la strate culturelle de la période chalcolithique (à partir de 400 av. J.-C.). De là, des celtes en pierre polie et des poteries faites à la main ont été excavées. Certains des Celtes sont étroits mais de grande taille. Ainsi, ils sont décrits comme Bar-celts. Sur la base des bar-celts découverts à Sankarjung, on pourrait affirmer qu'il s'agissait d'un instrument de musique antérieur en Inde. Les chercheurs les ont qualifiés de premiers instruments de musique découverts en Asie du Sud-Est.

### Kharabela et grottes anciennes
Il existe des sculptures d'instruments de musique, de postures de chant et de danse de demoiselles dans les grottes de Ranigumpha à Khandagiri et Udayagiri à Bhubaneswar. Ces grottes ont été construites sous le règne du souverain jaïn Kharabela de Kalinga au IIe siècle ANE. Dans les inscriptions, Kharabela a été décrit comme un expert en musique classique (gandhaba-beda budho) et un grand mécène de la musique (nata-gita-badita sandasanahi). Madanlal Vyas le décrit comme un expert qui avait organisé un programme musical où soixante-quatre instruments étaient joués en tandem. Kharabela était un empereur de la dynastie Chedi. Chedi était le fils de Kausika, un « Raga » qui aurait été créé par le sage Kasyapa selon Naradiya Sikhya. Les anciens musicologues d'Odisha, comme Harichandana appartenaient à l'école Naradiya. Le Raga Kausika est un raga extrêmement populaire dans la tradition Odissi, jusqu'à ce jour.
L'une des grottes d'Udayagiri est connue sous le nom de Bajaghara Gumpha, ce qui signifie littéralement « salle des instruments de musique ». Il est conçu de telle sorte que tout récital musical à l'intérieur soit amplifié par l'acoustique de la grotte.

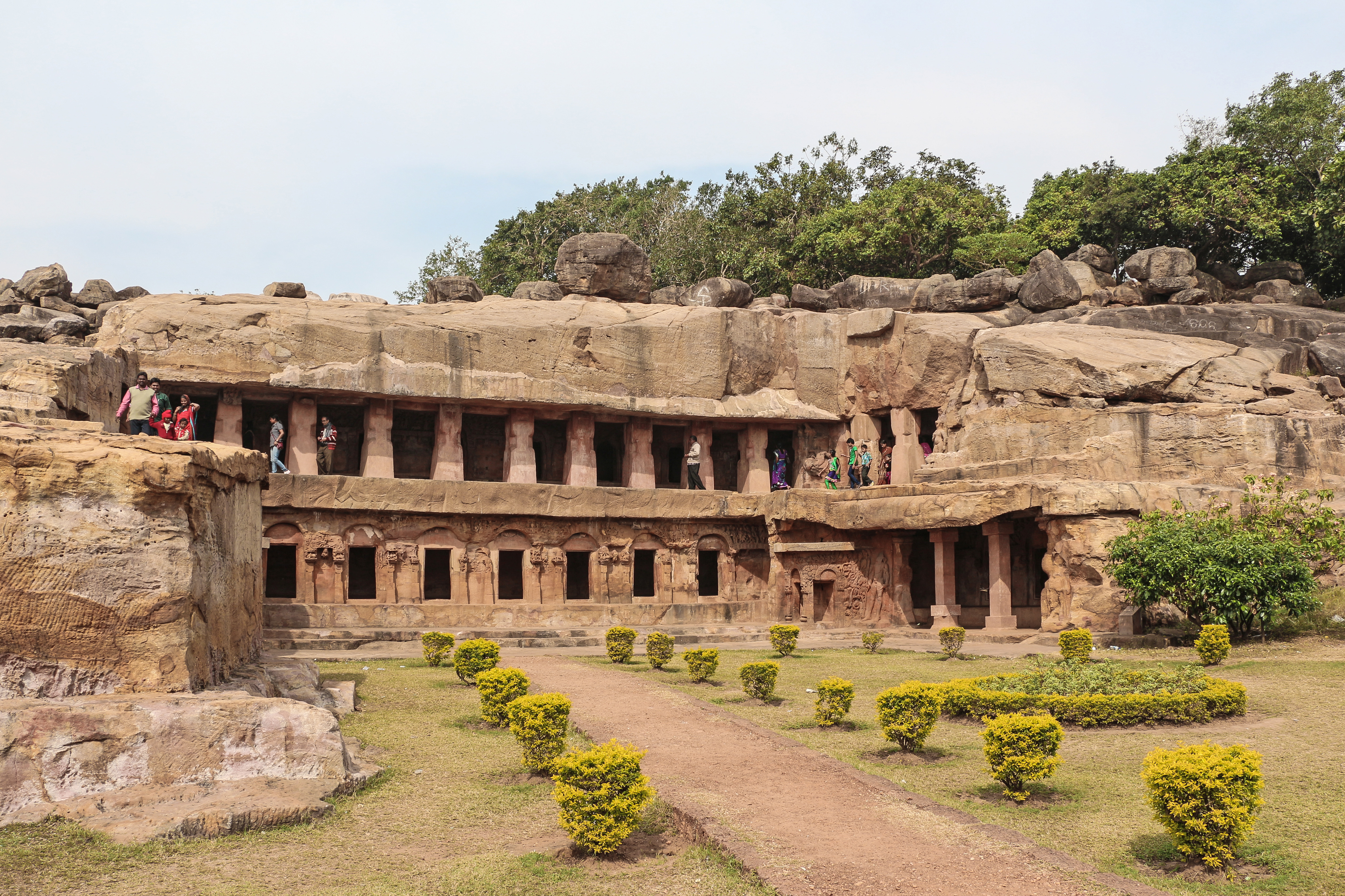
Rani Gumpha aux grottes d'Udayagiri, conçues comme un auditorium avec une scène au centre pour les performances.

### Sculpture
Dans les temples d'Odisha, les plus anciens d'entre eux datant du VIe siècle apr. J.-C., tels que Parasuramesvara, Muktesvara, Lingaraja et Konarka, il y a des centaines de sculptures représentant des performances musicales et des postures de danse.

### Natya Shastrade Bharata Muni
Le Natya Shastra de Bharata est le traité ancien le plus respecté sur la musique et la danse indiennes. Bharata dans son ouvrage fondateur a mentionné quatre « pravrittis » différents de natya (qui comprend à la fois la musique et la danse). La classification en pravritti s peut être grossièrement considérée comme une classification stylistique, basée sur les caractéristiques uniques des styles régionaux qui étaient suffisamment distinctifs à l'époque de Bharata. Les quatre pravrittis mentionnés sont Avanti, Dakshinatya, Panchali et Odramagadhi (ou Udramagadhi).
Odra est un ancien nom d'Odisha. Des parties de l'ancien pays de Kalinga, Kangoda, Dakhina Kosala, Tosali, Matsya Desa, Udra constituent désormais l'état de l'Odisha.
La musique classique qui prévalait dans ces régions était connue sous le nom d'Udramagadhi. Le texte post-Jayadeva Sangita Ratnakara fait également référence au même. À l'heure actuelle, c'est ce même système qui relève de la musique Odissi,>.

## Tradition

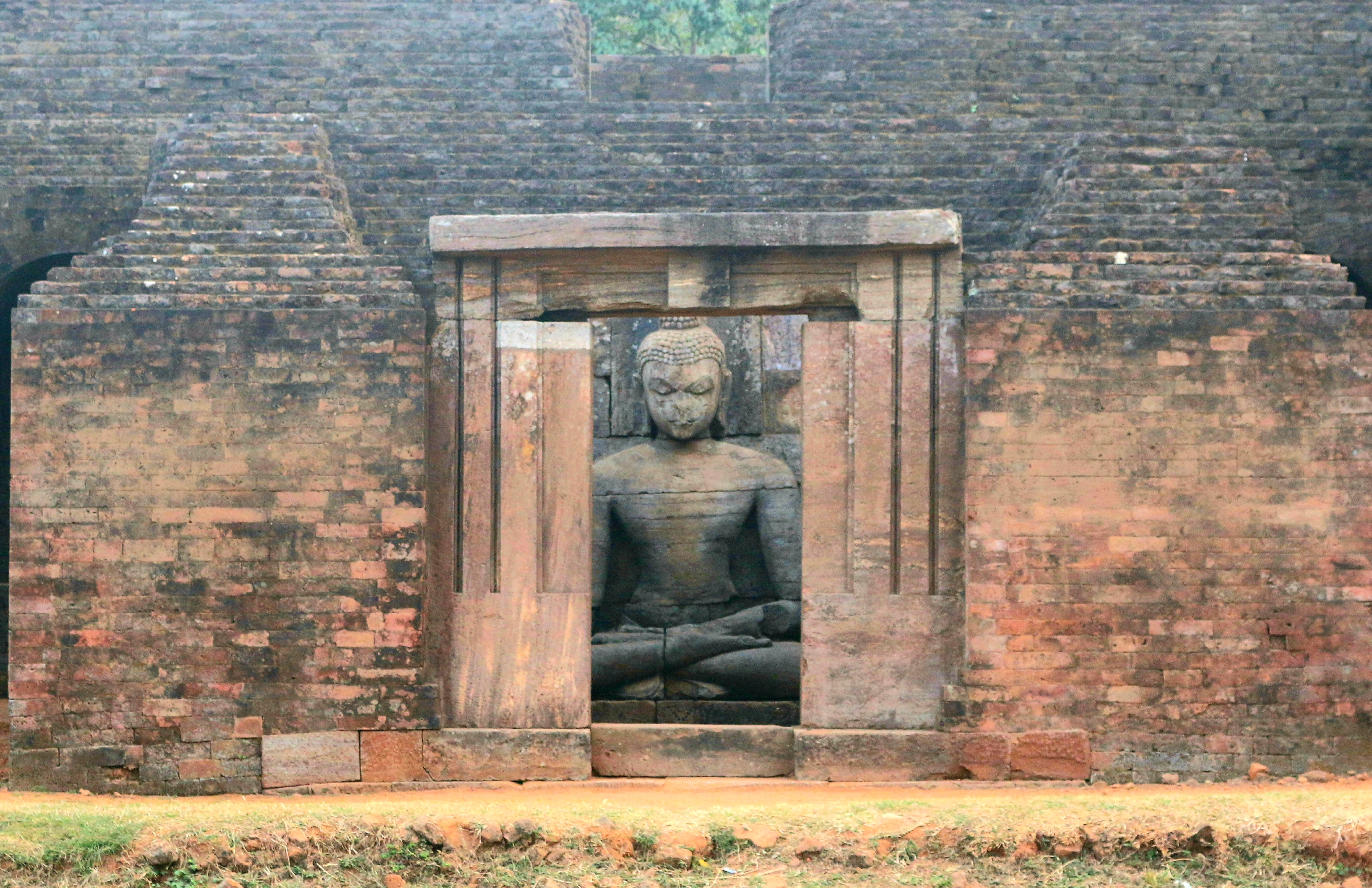
Image de Bouddha à l'intérieur d'une salle du monastère de Lalitagiri, Jajpur

### Charyapada et musique bouddhiste
Pendant longtemps, le bouddhisme fut la principale religion d'Odisha. Les branches Vajrayana et Sahajayana du bouddhisme étaient particulièrement influentes, et les érudits estiment qu'Odisha ou Oddiyana était le lieu de naissance du Vajrayana lui-même.
Entre le VIIe et le XIe siècle, furent écrites ou composées les Charya Gitika des Mahasiddhas bouddhistes (ou Siddhacharyas). Ainsi, de nombreux Mahasiddhas sont nés à Odisha et furent écrits dans une langue extrêmement proche du bengali, de l'assamais et de l'odia actuels. Certaines de ces chansons étaient rituellement chantées sur le ratha de Jagannatha pendant le Ratha Jatra.
Les chants Charyapadas ou Charya se composent généralement de cinq ou six padas. Le dernier pada porte le nom du poète.
Les râga pour les chanter ont été indiqués par les auteurs eux-mêmes, mais aucune mention d'un tala n'est trouvée.
Les râgas utilisés par les Mahasiddhas continuèrent à être populaires dans la musique d'Odissi pendant des siècles et restent importants à ce jour. De nombreux noms de râga tels qu'ils sont écrits présentent une ressemblance significative avec la nomenclature de râgas d'Odisha et les prononciations des noms de raga dans la tradition Odissi, comme la mention de Baradi et non de Varali. Certains des râgas mentionnés dans les Charyapadas sont :
| Râga mentionné dans les Charyapadas | Nom actuel dans la musique Odissi |
| ----------------------------------- | --------------------------------- |
| Aru                                 |                                   |
| Bangala                             | Bangala                           |
| Baradi                              | Baradi                            |
| Bhairabi                            | Bhairabi                          |
| Debakri                             | Debakirī                          |
| Deśākha                             | Deśākhya                          |
| Dhanāśrī                            | Dhanāśrī                          |
| Gabada                              | Gauda                             |
| Gunjarī                             | Gujjarī                           |
| Kahnu Gunjari                       |                                   |
| Kamoda                              | Kamoda                            |
| Mallari                             |                                   |
| Mālasī                              | Malaśrī                           |
| Mālasī Gabudā                       | Mālaśrī Gaudā                     |
| Rāmakrī                             | Rāmakerī                          |
| Śābarī                              | Śābarī                            |

### Jayadeva et Gita Govinda

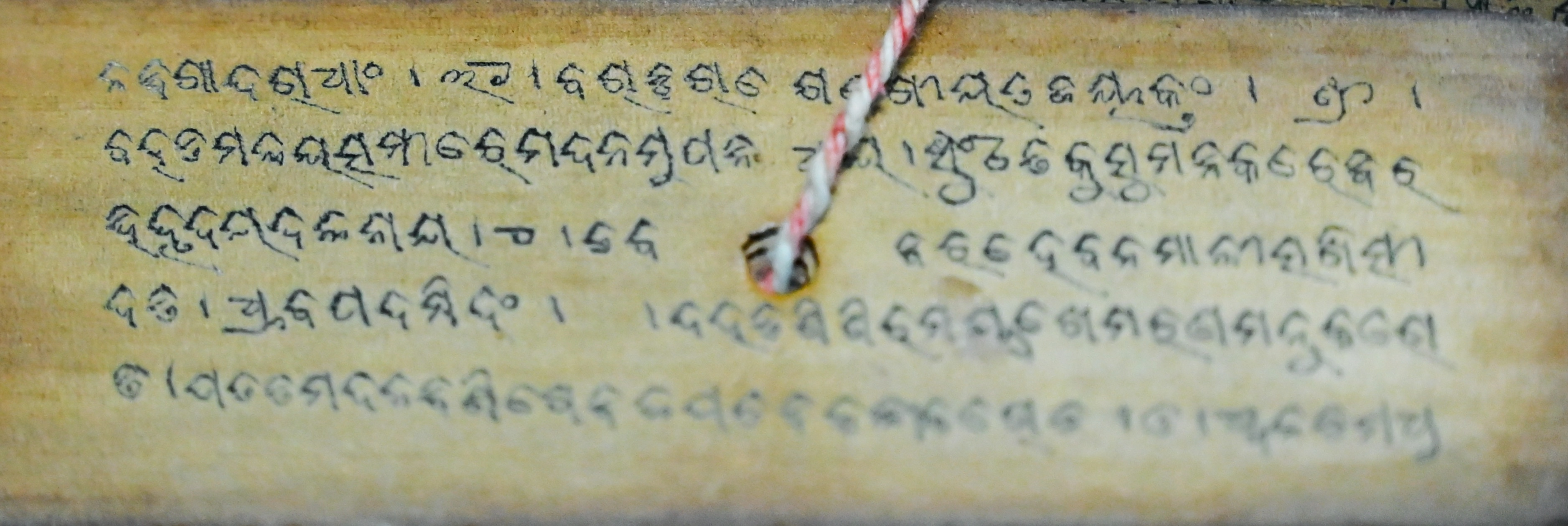
Manuscrit en feuille de palmier (pothi) de Gita Govinda écrit par l'emblématique poète médiéval d'Odissi Gopalakrusna Pattanayaka de Paralakhemundi

Le Gitagovinda écrit par le poète Odia Jayadeva au XIIe siècle est connu pour être l'une des premières, sinon la première chanson indienne où l'auteur indique avec précision le râga et le tala exacts (modes de chant et de rythme) de chaque chanson. Cela en fait l'un des premiers textes connus de la musique classique indienne.
Ces indications ont été compilées ci-dessous selon le nombre d' ashtapadi, sur la base des importantes copies anciennes de la Gita Govinda et de ses commentaires tels que Sarvangasundari Tika de Narayana Dasa (XIVe siècle), Dharanidhara's Tika (XVIe siècle), Jagannatha Mishra's Tika (XVIe siècle), Rasikapriya de Rana Kumbha (XVIe siècle) et Arthagobinda de Bajuri Dasa (XVIIe siècle).
1. Mālava, Mālavagauḍa ou Mālavagauḍā
2. Maṅgala Gujjarī ou Gurjarī
3. Basanta
4. Rāmakirī ou Rāmakerī
5. Gujjarī ou Gurjarī
6. Guṇḍakirī ou Guṇḍakerī ou Mālavagauḍa
7. Gujjarī ou Gurjarī
8. Karṇṇāṭa
9. Deśākhya ou Deśākṣa
10. Deśī Barāḍi ou Deśa Barāḍi ou Pañchama Barāḍi
11. Gujjarī ou Gurjarī
12. Guṇḍakirī ou Guṇḍakerī
13. Mālava ou Mālavagauḍā
14. Basanta
15. Gujjarī ou Gurjarī
16. Barāḍi ou Deśa Barāḍi ou Deśī Barāḍi
17. Bhairabi
18. Gujjarī ou Gurjarī ou Rāmakerī
19. Deśī ou Deśa Barāḍi
20. Basanta
21. Barāḍi ou Deśa Barāḍi
22. Barāḍi
23. Rāmakirī ou Rāmakerī ou Bibhāsa
24. Rāmakirī ou Rāmakerī

La plupart des râgas et talas indiqués par Jayadeva, à l'exception d'un ou deux, continuent d'être pratiqués dans la tradition Odissi.
Le poète Jayadeva est connu pour avoir commencé la tradition Mahari ou Devadasi au temple Jagannatha de Puri, où chaque nuit le Gitagovinda est rituellement chanté et mis en scène devant Jagannatha, continuant à ce jour. Dans l'inscription Jayabijaya Dwara de Prataparudra Deba, le chant de Gitagovinda et l'adhésion aux ragas traditionnels Odissi indiqués par le poète ont été qualifiés d'obligatoires. On a également interdit aux Maharis d'apprendre d'autres chansons à l'exception du Gitagovinda (cela était considéré comme un « acte de défi envers Jagannatha ».
Pt. Raghunath Panigrahi est connu pour ses contributions à la vulgarisation du Gitagovinda à travers la musique et la danse Odissi à travers le monde.
Des musiciens érudits tels que Guru Gopal Chandra Panda ont également tenté de reconstruire les mélodies des ashtapadi de la Gita Govinda conformément aux indications originales du poète et sur la base des modèles rythmiques et mélodiques traditionnels existants dans la musique d'Odissi.

#### Gopala Nayaka
Sous le règne d'Alauddin Khilji, Gopala Nayaka a joué un rôle important dans la vulgarisation de la musique indienne ancienne. Certains érudits d'Odisha dans la première partie du XXe siècle ont écrit sur la légende locale selon laquelle Gopala Nayaka était d'Odisha.
Après le règne de Mukunda Deba au XVIe siècle, la musique d'Odissi fut moins pratiquée pendant l'empire Marathe à Odisha aux XVIIe et XVIIIe siècles.

### Colonisation britannique
Au cours des XVIIIe et XIXe siècles, la musique Odissi était principalement soutenue par les rois locaux des États princiers d'Odisha. Cela comprenait les Gajapati de Puri ainsi que les dirigeants des royaumes de Paralakhemundi, Mayurbhanj, Ghumusara, Athagada, Athagada Patana, Digapahandi (Badakhemundi), Khallikote, Sanakhemundi, Chikiti, Surangi, Jeypore, Ali, Kanika, Dhenkanal, Banapur, Sonepur, Baramba, Nilgiri, Nayagarh, Tigiria, Baudh, Daspalla, Bamanda (Bamra), Narasinghapur, Athamallik ainsi que des lieux avec une importante population d'Odia et une histoire culturelle tels que Tarala (Tharlakota), Jalantara (Jalantrakota), Manjusa (Mandasa), Tikili (Tekkali) et Sadheikala (Seraikela). Les souverains ont souvent soutenu des poètes-compositeurs et des musiciens, chanteurs et instrumentistes qualifiés. Les musiciens étaient nommés dans les cours royales et honorés de terres ou d'autres récompenses. À l'instar des troubadours d'Europe continentale au Moyen Âge, de nombreux rois étaient eux-mêmes des musiciens et des poètes qualifiés, comme Gajapati Kapilendra Deba de Puri ou Biswambhara Rajendradeba de Chikiti.

## Traités
Plusieurs dizaines de traités de musique écrits en Odisha ont été retrouvés. On sait qu'au moins à partir du XIVe siècle, il y avait une tradition continue de musicologie dans l'État. De nombreux textes ont été révisés et publiés par l'Odisha Sangeet Natak Akademi et le Département de la culture d'Odisha. Parmi ceux-ci, les textes de base de la musique d'Odissi sont,,:
- Gita Govinda de Jayadeva (XIIe siècle)
- Sangita Sara de Hari Nayaka (XIVe siècle)
- Gitaprakasa de Krusnadasa Badajena Mahapatra (XVe siècle)
- Sangita Narayana de Gajapati Narayanadeba, roi de Paralakhemundi - écrit par Kaviratna Purusottama Misra (XVIIe siècle)
- Sangitarnava Chandrika de Nilakantha
- Sangita Muktabali de Harichandana, roi de Kanika
- Natya Manorama de Raghunatha Ratha (également appelée Sangita Manorama)
- Sangita Sarani de Kaviratna Narayana Mishra
- Sangita Kamoda de Kavibhusana Gopinatha Patra
- Kalankura Nibandha de Kalankura Muni
- Sangita Sadananda de Sadananda Kabisurjya Brahma
- Sangitasara Boli de Bandhu Binakara
- Gitaprakasa Boli de Giri Gadadhara Dasa
- Lakhyana Chandrodaya de Kabichandra Raghunatha Parichha
- Sangita Kamada
- Sangita Kaumudi d'auteur inconnu

Jayadeva, le saint poète sanskrit du XIIe siècle, le grand compositeur et illustre maître de la musique classique, a une immense contribution à la musique d'Odissi. Pendant son temps, la musique de style Odra-Magadhi s'est façonnée et a atteint son statut classique. Il a indiqué les ragas classiques en vigueur à l'époque où ceux-ci devaient être chantés. Avant cela, il y avait la tradition de Chhanda. Un certain nombre de traités sur la musique ont été trouvés, le premier d'entre eux datant du XIVe siècle.
Les musicologues d'Odisha se réfèrent à une variété de textes anciens sur la musique tels que Natyashastra de Bharata Muni, Vishnu Purana, Shiva Samhita, Brahma Samhita, Narada Samhita, Parasurama Samhita, Gita Govinda, Kohaliya, Hari Nayaka's Sangitasara, Matanga Tantra, Mammatacharya's Sangita Ratnamala, Kalankura Nibandha, Panchama Sara Samhita, Raga Viveka, Sangita Chandrika, Sangita Kaumudi, Sangita Siromani, Vanmayaviveka, Shivavivekaprabandha, Sangita Damodara et plus encore. Les textes susmentionnés sont donc connus pour avoir été en vogue à Odisha au cours de la période post-XVe siècle.

## Les caractéristiques
Odissi Sangita comprend quatre classifications shastriques à savoir Dhruvapada, Chitrapada, Chitrakala et Panchali, décrits dans les textes mentionnés ci-dessus. Le Dhruvapada est la ou les premières lignes à chanter à plusieurs reprises. Chitrapada signifie l'arrangement des mots dans un style allitératif. L'utilisation de l'art dans la musique s'appelle Chitrakala. Kabisurjya Baladeba Ratha, le célèbre poète Odia a écrit des paroles, qui sont les meilleurs exemples de Chitrakala. Tous ces éléments étaient Chhanda (section métrique) contient l'essence de la musique Odissi. Les Chhandas ont été composés en combinant Bhava (thème), Kala (temps) et Swara (air). La Chautisa représente l'originalité du style Odissi. Toutes les trente-quatre (34) lettres de l'alphabet Odia de 'Ka' à 'Ksa' sont utilisées chronologiquement au début de chaque ligne.
Une particularité de la musique Odissi est le padi qui consiste en des mots à chanter en Druta Tala (rythme rapide). La musique Odissi peut être chantée sur différents talas : Navatala (neuf temps), Dashatala (dix temps) ou Egaratala (onze temps). Les ragas Odissi sont différents des ragas de la musique classique hindoustani et karnataki.
Les principaux Odissi mela ragas sont Kalyana, Nata, Sri, Gouri, Baradi, Panchama, Dhanasri, Karnata, Bhairabi et Sokabaradi.
Parmi les râgas distinctifs et authentiques de la tradition musicale d'Odissi, on nomme : Abhiri, Amara, Ananda, Anandabhairabi, Ananda Kamodi, Ananda Kedara, Arabhi, Asabari, Bangala, Baradi, Basanta, Bhairabi, Bichitra Desakhya, Bichitradesi, Bichitra Kamodi, Chakrakeli, Chalaghanta Kedara, Chhayatodi, Chintabhairaba, Chinta Kamodi, Debagandhari, Debakiri, Desa Baradi, Desakhya, Desapala, Dhanasri, Dhannasika, Gauda, Gaudi, Ghantaraba, Gundakeri, Kali, Kalyana, Kalyana Ahari, Kamoda, Kamodi, Kaphi, Karnata, Kausiki, Kedara, Kedaragauda, Kedara Kamodi, Karunasri, Khambabati, Khanda Bangalasri, Khandakamodi, Kolahala, Krusna Kedara, Kumbhakamodi, Kusuma Kedara, Lalita, Lalita Basanta, Lalita Kamodi, Lalita Kedara, Lilataranga, Madhumangala, Madhumanjari, Madhura Gujjari, Madhusri, Madhu Saranga, Madhyamadi, Malasri, Malasrigauda, Mangala, Mangala Dhanasri, Mangala Gujjari, Mangala Kamodi, Mangala Kausiki, Mangala Kedara, Mallara, Manini (Malini), Marua, Megha, Meghaparnni, Misramukhari, Mohana, Mohana Kedara, Mukhabari (Mukhari), Nagaballi, Nagadhwani, Nalinigauda, Nata, Nata Kedara, Natanarayana, Natasaranga, Panchama, Punnaga, Punnaga Baradi, Pahadia Kedara, Panchama Baradi, Paraja, Rajahansi Chokhi, Ranabije, Rasakamodi, Rasamandara, Rasamanjari, Sabari, Saberi, Sankarabharana, Sindhukamodi, Sokabaradi, Sokakamodi, Soma, Sri, Suddhadesi, Surata, Suratha Gujjari, Todi,,.
La musique Odissi est traditionnellement chantée à travers les œuvres/formes suivantes: Raganga, Bhabanga et Natyanga, Dhrubapadanga suivi de Champu, Chhanda, Chautisa, Pallabi, Bhajana, Janana et Gita Govinda.
La musique Odissi a une grammaire codifiée, présentée avec des « Raagas » spécifiques. L'Odissi a également un style de rendu distinctif : lyrique dans son mouvement mélodique avec une ornementation ondulatoire (gati andolita). Le rythme du chant à Odissi n'est ni très rapide ni trop lent (na druta na bilambita), et il maintient un tempo proportionnel (sama sangita) très apaisant.
Bien qu'il y ait eu une influence interculturelle entre la musique hindoustani et la musique persane, la musique d'Odissi est restée relativement inchangée.

### Mardala

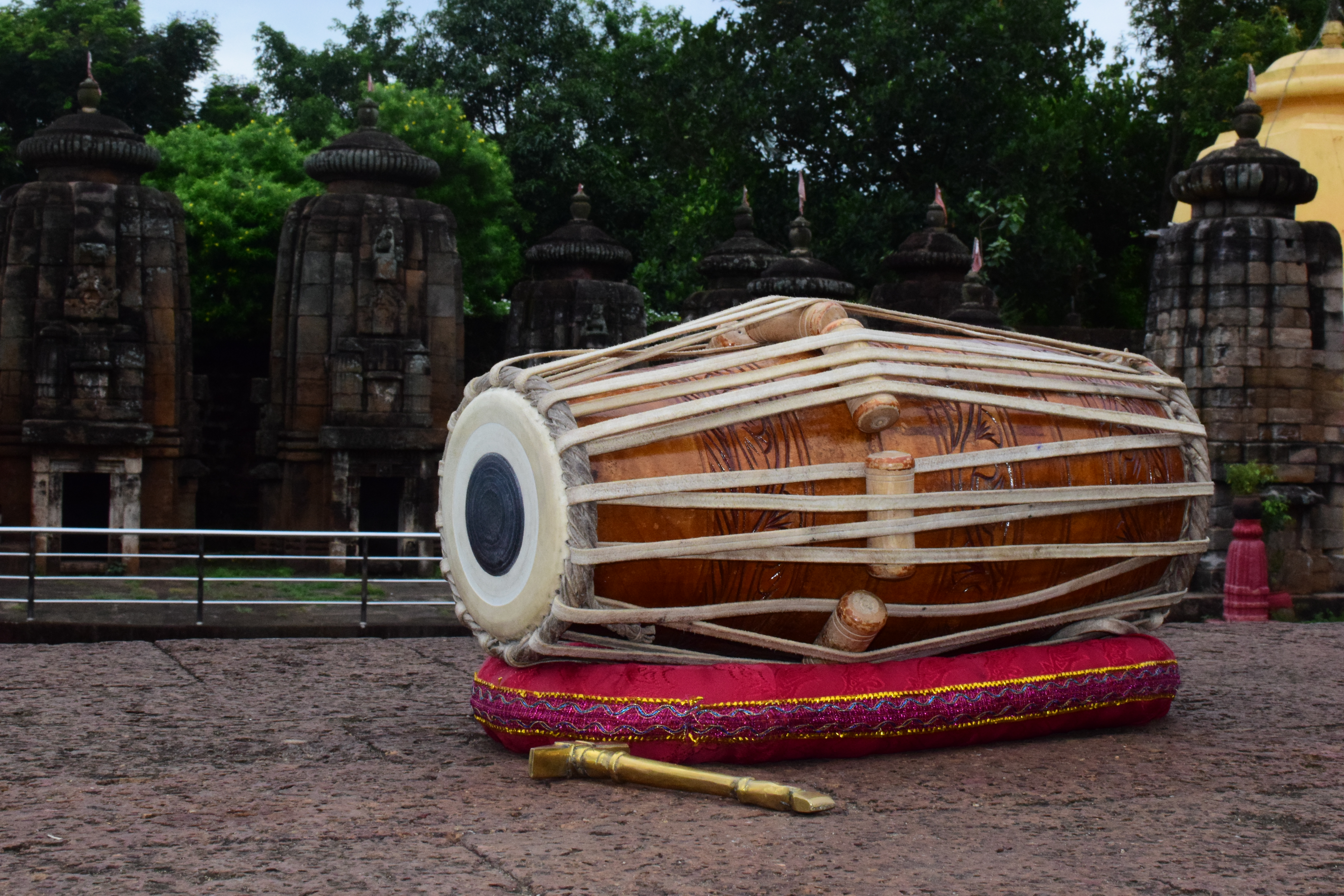
Un Mardala, l'instrument à percussion traditionnel dans la musique Odissi

Le Mardala est un instrument à percussion originaire de l'état d'Odisha. Il est traditionnellement utilisé comme instrument de percussion principal avec la musique Odissi. Le Mardala est différent des autres instruments qui pourraient avoir des noms similaires dans le sous-continent indien en raison de sa construction unique, de ses caractéristiques acoustiques et de sa technique de jeu traditionnelle.

Raghunatha Ratha, un ancien musicologue d'Odisha vante le Mardala dans son traité, le Natyamanorama comme suit : 
« ānaddhe marddaḻaḥ śreṣṭho
yatastallakṣaṇaṃbrube / »
« Among the membranophones,
Mardala is the superlative.
So I narrate its features. »
Le temple Jagannatha de Puri a compté pendant des siècles un serviteur Mardala. Il était connu sous le nom de « Madeli Seba » et le percussionniste était rituellement initié au temple par le souverain Gajapati. Le Mardala était l'instrument d'accompagnement de la danse Mahari, l'ancêtre de la danse Odissi actuelle, l'une des principales formes de danse classique de l'Inde. Dans des centaines de temples Kalingan à travers l'état d'Odisha, y compris des sanctuaires célèbres tels que Mukteswara et Konarka, le Mardala figure en bonne place, généralement dans une niche d'un alasakanya jouant de l'instrument. Il y a une pose du nom de mardalika reproduisant la même position dans la danse Odissi.
Le jeu du Mardala est basé sur le tala-paddhati ou système rythmique de la musique Odissi. Un tala est une structure rythmique de la musique indienne. Les tala en usage dans la musique d'Odissi sont distinctifs et ne se retrouvent pas dans d'autres systèmes de musique indienne. La terminologie régionale utilisée dans le contexte du Mardala est kalā, ansā, māna, aḍasā, bhaunri, bhaunri aḍasā, tāli, khāli, phānka, bāṇi, ukuṭa, pāṭa, chhanda, bhangi, etc.. Le sabda-swara pata, une composante traditionnelle basée sur les rythmes du Mardala a été intégré à la danse Odissi par Guru Deba Prasad Das. Bien que plusieurs centaines de talas soient définis dans des traités, certains sont plus courants : ekatāli, khemaṭā ou jhulā, rūpaka, tripaṭā, jhampā, āḍatāli, jati, āditala, maṭhā. Les autres talas également utilisés sont nihsāri, kuḍuka, duāḍamāna, sarimāna, upāḍḍa, paḍitāla, pahapaṭa, aṭṭatāla, āṭhatāli et jagannātha. Les talas ont un swing caractéristique typique et universel de la musique d'Odissi.
Le Mardala est intimement associé au temple de Jagannatha et a donc une position très estimée dans la culture d'Odisha. De nombreux gourous ont travaillé pour faire avancer l'héritage de l'instrument. Adiguru Singhari Shyamasundar Kar, Guru Banamali Maharana, Guru Kelucharan Mahapatra, Guru Padmanabha Panda, Guru Basudeba Khuntia et Guru Mahadeba Rout étaient parmi les grands gourous de Mardala au XXe siècle.
Guru Rabinarayan Panda, Guru Jayadeba Giri, Guru Janardana Dash, Guru Dhaneswar Swain, Guru Sachidananda Das, Guru Bijaya Kumar Barik, Guru Jagannath Kuanr sont parmi les représentants modernes du Mardala. De nombreux maîtres vétérans Gotipua ont également excellé dans le Mardala : Gourou Birabara Sahu, Gourou Lingaraj Barik, Gourou Maguni Das et autres.

### En tant qu'instrument soliste
Le Mardala – en tant qu'instrument soliste – est présent depuis plusieurs décennies avec grand succès en dehors de son rôle d'accompagnement dans l'ensemble de musique et de danse Odissi.
Les performances solistes suivent une règle spécifique, ou pranali : en commençant par un jamana, puis en continuant sur chhanda prakarana, ragada, etc. Le Guru Dhaneswar Swain est connu pour la promotion des performances en solo du Mardala et pour avoir amené d'autres instruments de percussion traditionnels de l'Odisha sur le devant de la scène,,.
Le Guru Dhaneswar Swain fut le premier soliste de Mardala à avoir présenté une performance solo étendue sur le Mardala sous la direction de Guru Banamali Maharana.

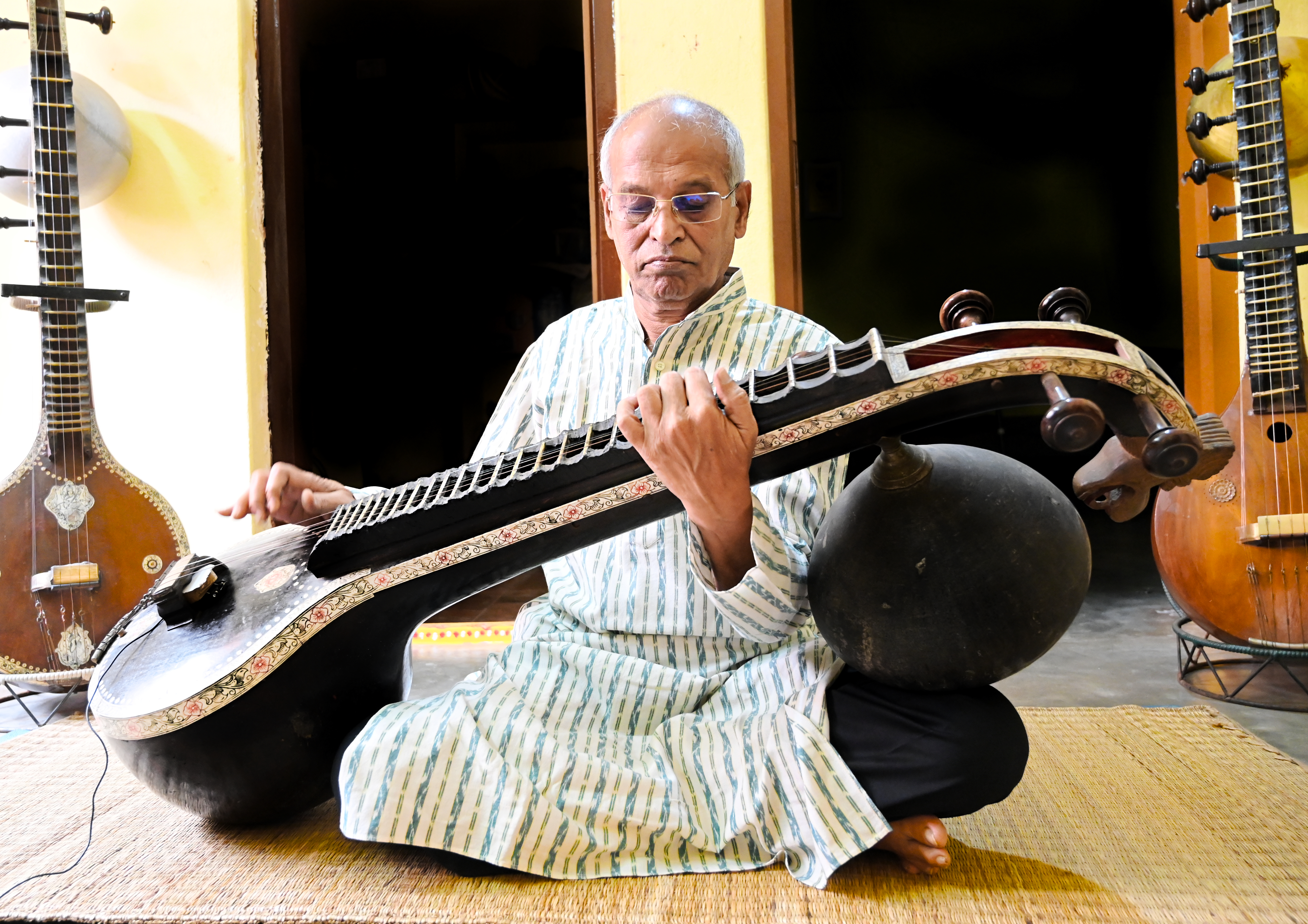
Guru Ramarao Patra, représentant d'Odissi Bina (Veena)

### Ensemble
On dit que l'ensemble traditionnel accompagnant un récital de musique Odissi est « binā benu mardala » : Bina ou Veena, Benu ou Flûte et le Mardala. Ceux-ci forment les trois principales classes d'instruments décrits dans les shastras : tat ou à cordes, susira ou vent et anaddha ou percussion.
Les trois instruments ont été représentés dans les temples de pierre et les grottes d'Odisha construits au cours des deux derniers millénaires. Ils ont également été officiellement nommés sebāyatas dans le temple Jagannatha de Puri, comme décrit dans le Madala Panji.
En dehors de ces trois instruments, d'autres instruments d'accompagnement traditionnels sont le gini, le karatāla, le khola ou mrudanga, le jodināgarā, le mahurī ou mukhabīnā, le jalataranga, etc. Au moins depuis le XVIIIe siècle, d'autres instruments tels que le violon (behelā) et le sitar ont également été employés. L'harmonium devint populaire à partir du début du XXe siècle.
Alors que la flûte et Mardala continuent d'être populaires, l'Odissi Bina n'est plus aussi répandue qu'elle l'était autrefois. Certains des représentants de l'Odissi Bina étaient Sangitacharya Adwaita Guru et Gayaka Siromani Andha Apanna Panigrahi. L'Odissi Bina (Veena) a été dirigée par Acharya Tarini Charan Patra au XXe siècle et est maintenant maintenue en vie par son disciple Guru Ramarao Patra.

## Relation avec d'autres musiques classiques

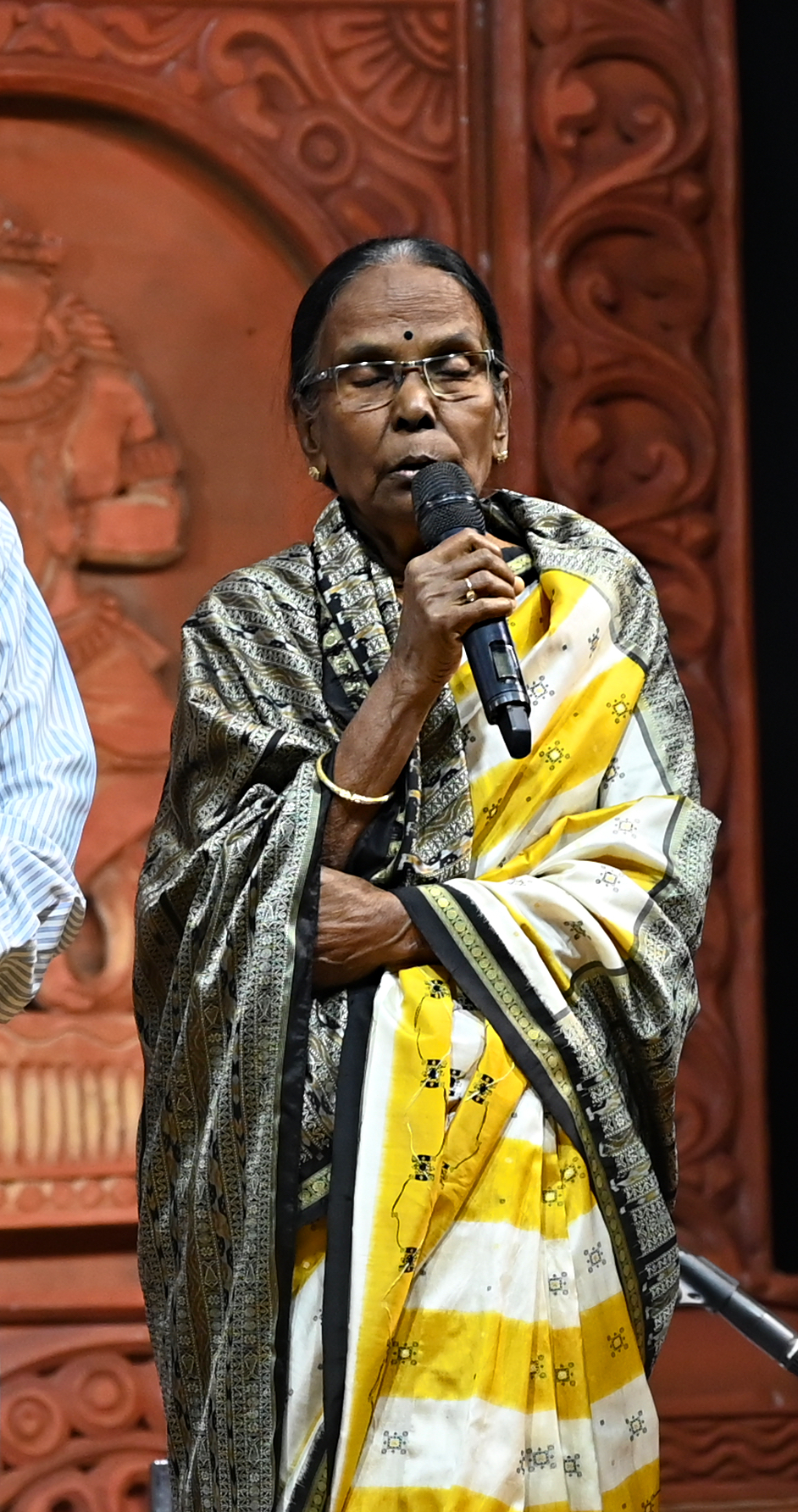
Shyamamani Devi, musicien vétéran d'Odissi, disciple d' Adiguru Singhari Shyamasundar Kar et de Sangita Sudhakara Balakrushna Das.

À une certaine époque, l'Empire Kalinga s'étendait jusqu'à la rivière Kaveri et incorporait la plupart du Karnataka. Gajapati Purusottama Deva d'Odisha conquit Kanchi et épousa la princesse. Certains raagas spécifiques à Odisha sont « Desakhya », « Dhanasri », « Belabali », « Kamodi », « Baradi » etc. De plus, certains raagas Odissi portent les mêmes noms que les raagas hindoustanis ou carnatiques, mais ont des combinaisons de notes différentes. De plus, il existe de nombreux raagas qui ont les mêmes combinaisons de notes dans les styles hindoustani, carnatique et odissi, mais sont appelés par des noms différents. Chaque flux, cependant, ayant son propre style distinct de rendu et de développement tonal malgré une similitude (superficielle) d'échelle.

## La musique Odissi à l'époque moderne
Les grands représentants de la musique Odissi dans les temps modernes sont Adiguru Singhari Shyamasundara Kar, Astabadhani Acharya Tarini Charan Patra, Banikantha Nimai Charan Harichandan, Gokul Srichandan, Nrusinghanath Khuntia, Lokanath Rath, Lokanath Pala, Mohan Sundar Deb Goswami, Markandeya Mahapatra, Kashinath Pujapanda, Sangita Sudhakara Balakrushna Dash, Radhamani Mahapatra, Bisnupriya Samantasinghar, Bhubaneswari Mishra, Shyamamani Devi, Dr Gopal Chandra Panda, Padmakesari Dr Damodar Hota, Padmashree Suramani Raghunath Panigrahi, Ramarao Patra (Bina/Veena), Ramhari Das qui ont tous atteint une certaine éminence dans la musique classique indienne.

### Classicité
Le célèbre érudit et commentateur culturel Jiwan Pani mentionne quatre paramètres que tout système de musique doit satisfaire pour être qualifié de « classique » ou shastrique. :
1. La tradition doit avoir plus d'un siècle.
2. Le système doit être basé sur un ou plusieurs shastras ou traités écrits.
3. Il doit y avoir un certain nombre de ragas au cœur du système.
4. Les ragas au cœur du système et les autres ragas acquis doivent être délimités dans un style distinctif.

Jiwan Pani poursuit en illustrant dans ses œuvres chacun de ces aspects par rapport à la musique d'Odissi. La tradition de la musique d'Odissi est vieille de près d'un millénaire, il existe plusieurs traités musicaux anciens produits dans l'état d'Odisha pendant plusieurs siècles, il existe des ragas uniques et une manière d'interprétation distinctive. Pani soutient en outre:
D'après les discussions ci-dessus, il est évident que la musique d'Odissi est un système shastrique (classique) distinct. Encore une fois, il est à présent admis que la danse Odissi est sans aucun doute un style shastrique. Sans aucun doute, la musique est le souffle vital de la danse. Par conséquent, il ne sera pas logique de dire que le « corps », c'est-à-dire la danse Odissi, est shastrique, mais sa « vie », c'est-à-dire la musique, n'est pas shastrique.
D'autres chercheurs tels que Pandit Dr. Damodar Hota et le professeur Ramhari Das ont exprimé des inquiétudes quant à l'apathie du gouvernement et au manque de patronage qui en résulte pour la préservation et la vulgarisation des traditions musicales classiques autres que les deux principaux systèmes.
Le Dr Hota souligne également la distorsion de la musique d'Odissi car certains musiciens de danse depuis les années 1950 ont adapté leur musique uniquement à une forme de danse ravivée en utilisant la musique hindoustani et carnatique comme points de référence au lieu de cultiver la connaissance et la maîtrise du classicisme distinctif et des aspects de performance de l'Odissi.
En effet, la musique Odissi n'était pas aussi connue que la danse Odissi auprès des musiciens et danseurs en dehors d'Odisha, ce qui conduit à une appropriation de l'intégrité musicale et de la composition de la musique de danse sans nécessairement adhérer à la tradition musicale Odissi.
L'interprétation de la danse Odissi sur de la musique « non Odissi » fut fortement critiquée par les gourous traditionnels Odissi; cela fut considéré comme une perturbation de la tradition Odia dans laquelle la langue et la littérature Odia se mélangeaient harmonieusement avec la musique et la danse Odissi.
Plus récemment, afin de populariser la musique Odissi, le Département de la culture du gouvernement de l'État a entrepris un programme massif nommé « Odissi Sandhya » qui sera joué dans toutes les grandes villes du pays. Le programme est exécuté par le centre de recherche Guru Kelu Charan Mohapatra Odissi en association avec différentes organisations culturelles situées dans différentes parties du pays, comme la Central Sangeet Natak Academy, le Eastern Zonal Cultural Centre, Kolkata et Prachin Kalakendra, Chandigarh.

## Représentants

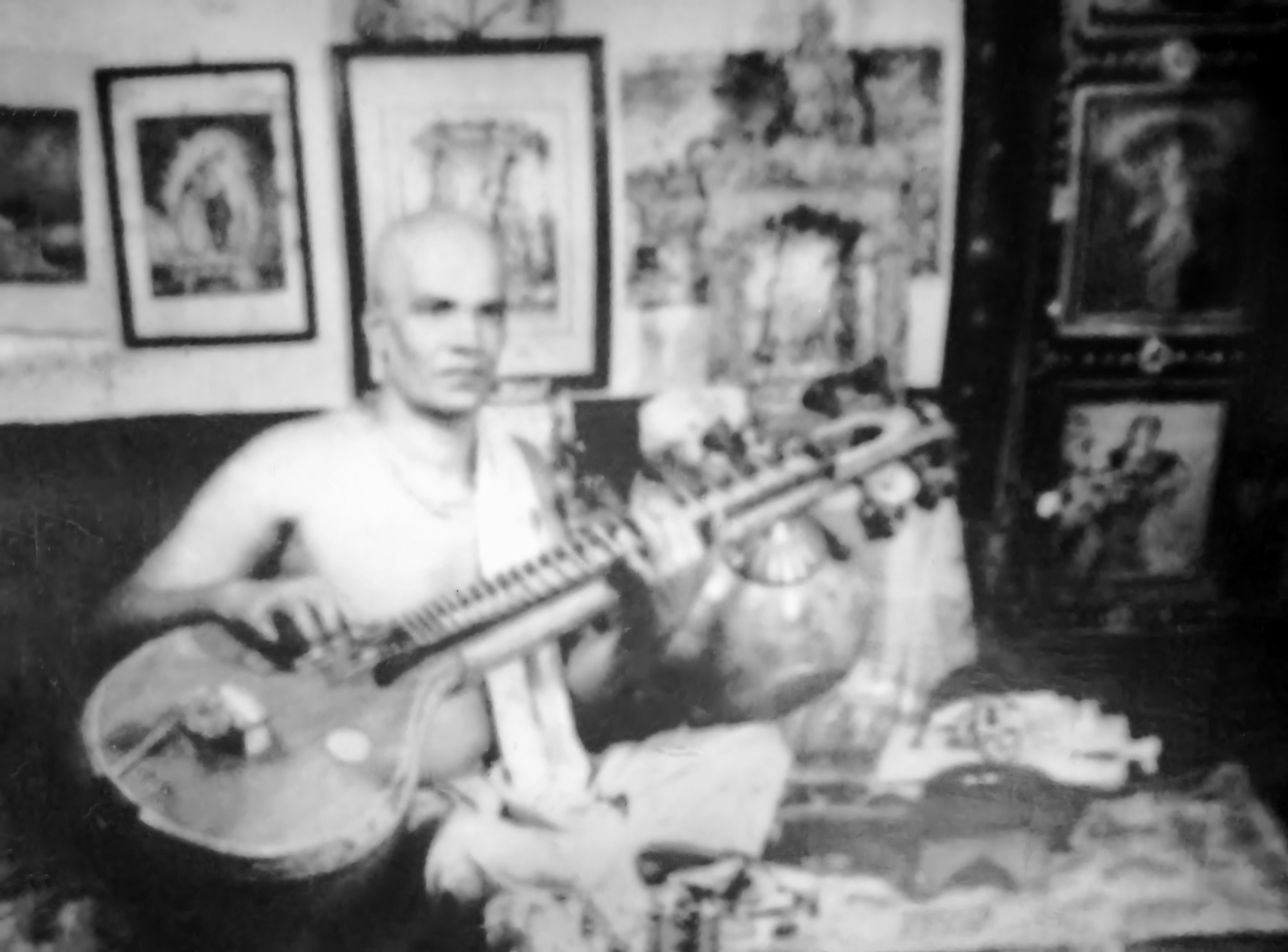
Gourou Sangitacharya Mahanta Sri Adwaita
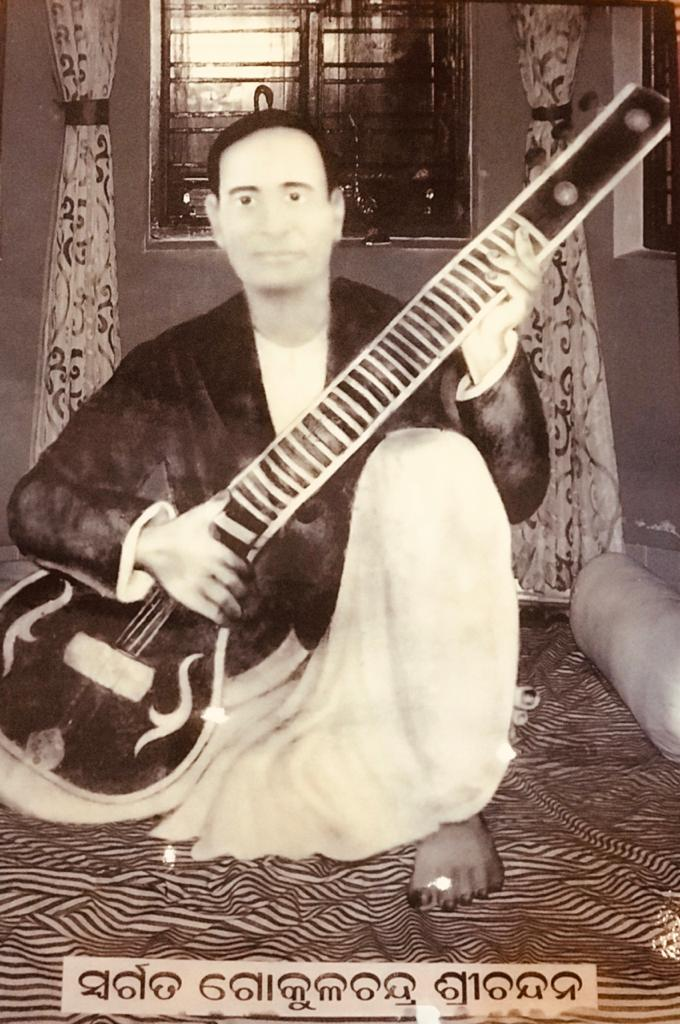
Gourou Gokula Chandra Srichandana
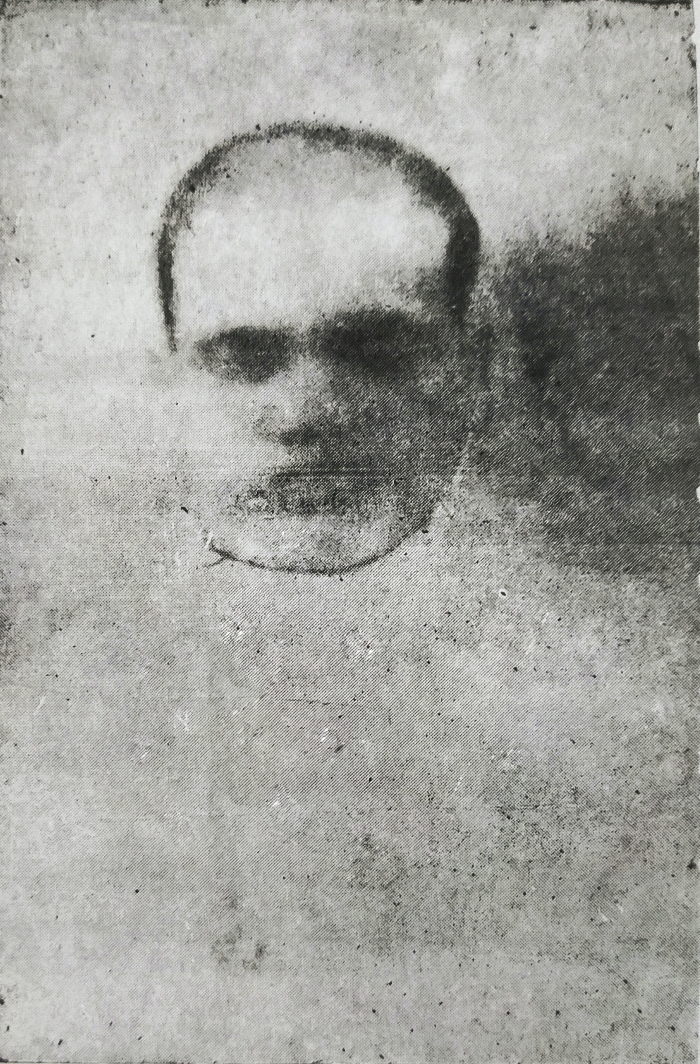
Gayaka Siromani Apanna Panigrahi
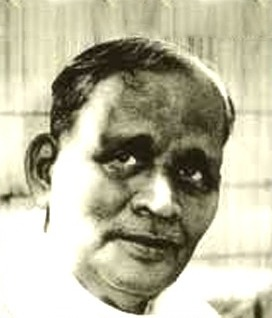
Natyacharya Kabichandra Kali Charan Patnaik
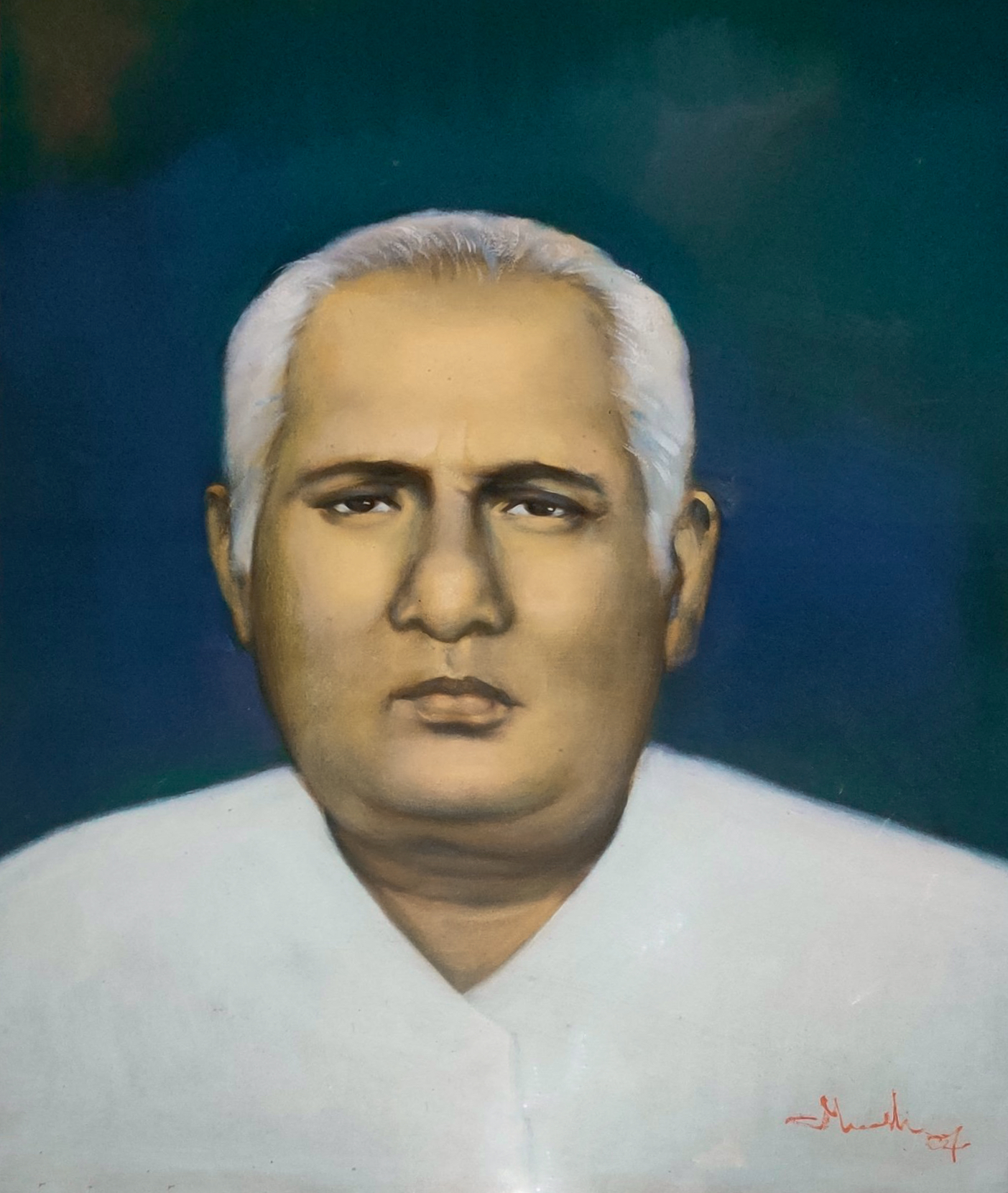
Astabadhani Acharya Tarini Charan Patra
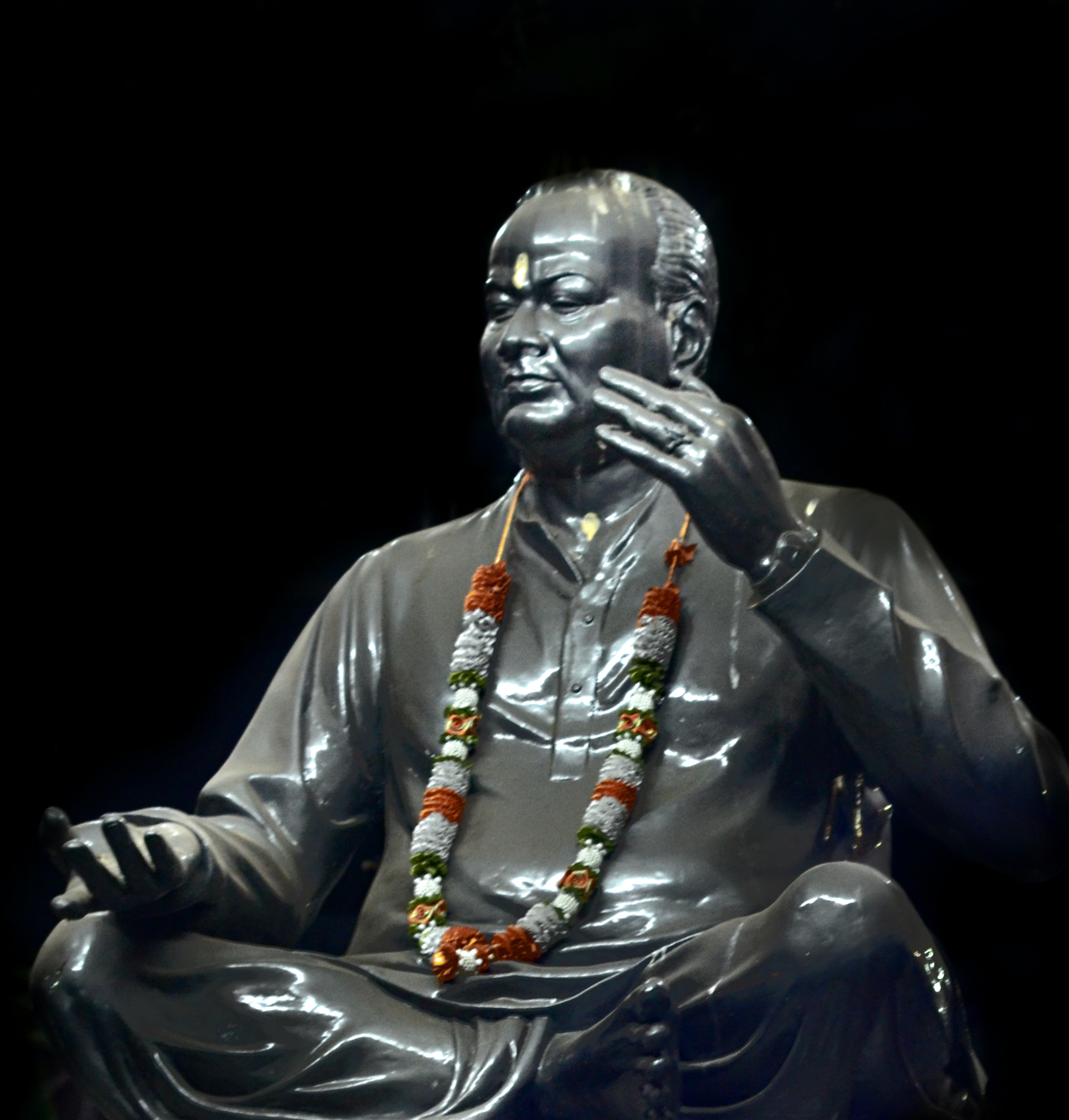
Sangita Sudhakara Balakrushna Dash
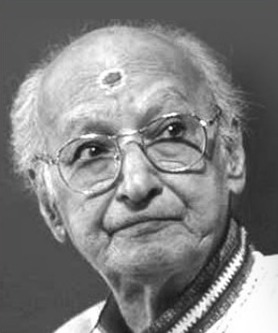
Suramani Raghunath Panigrahi
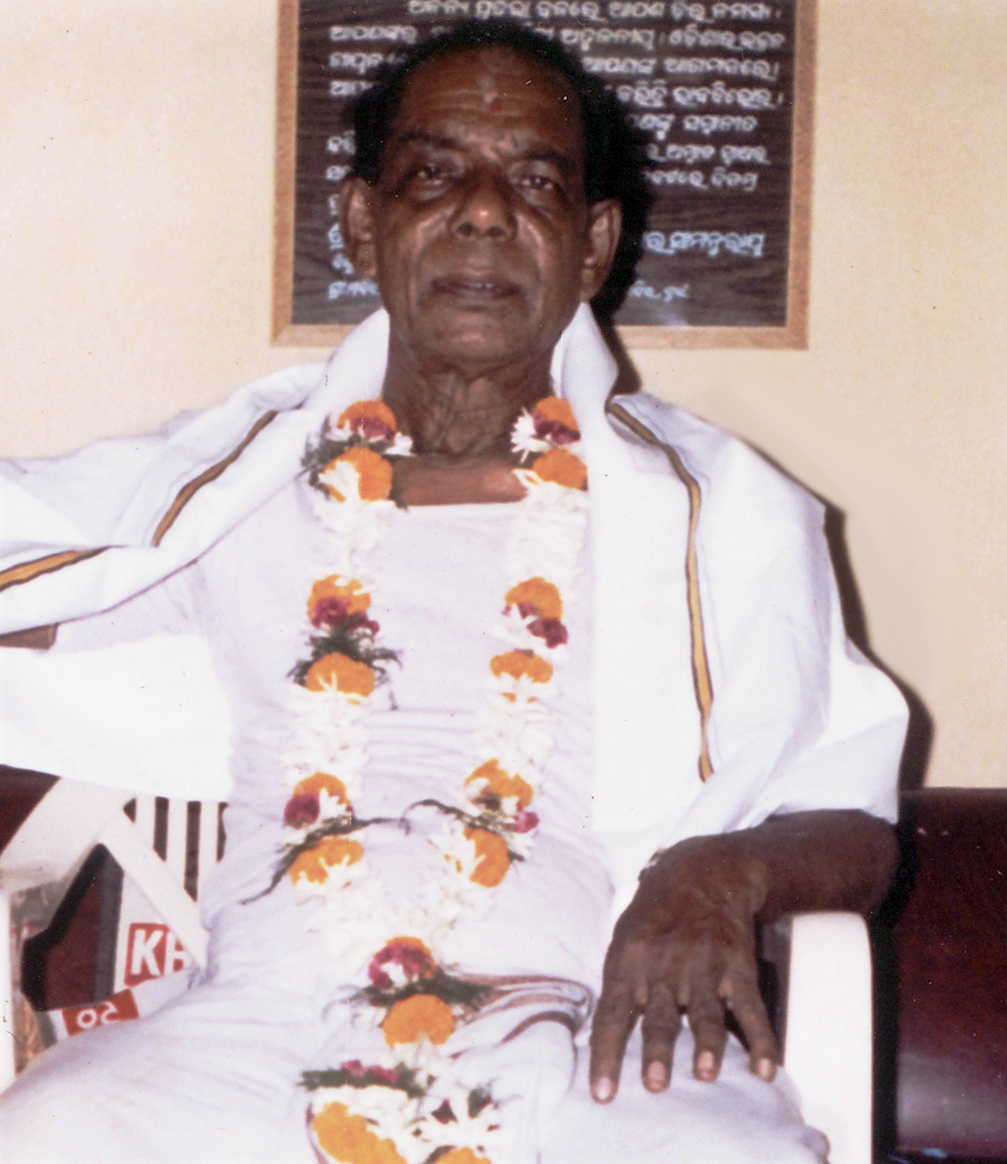
Bhajana Samrata Bhikari Charan Bal
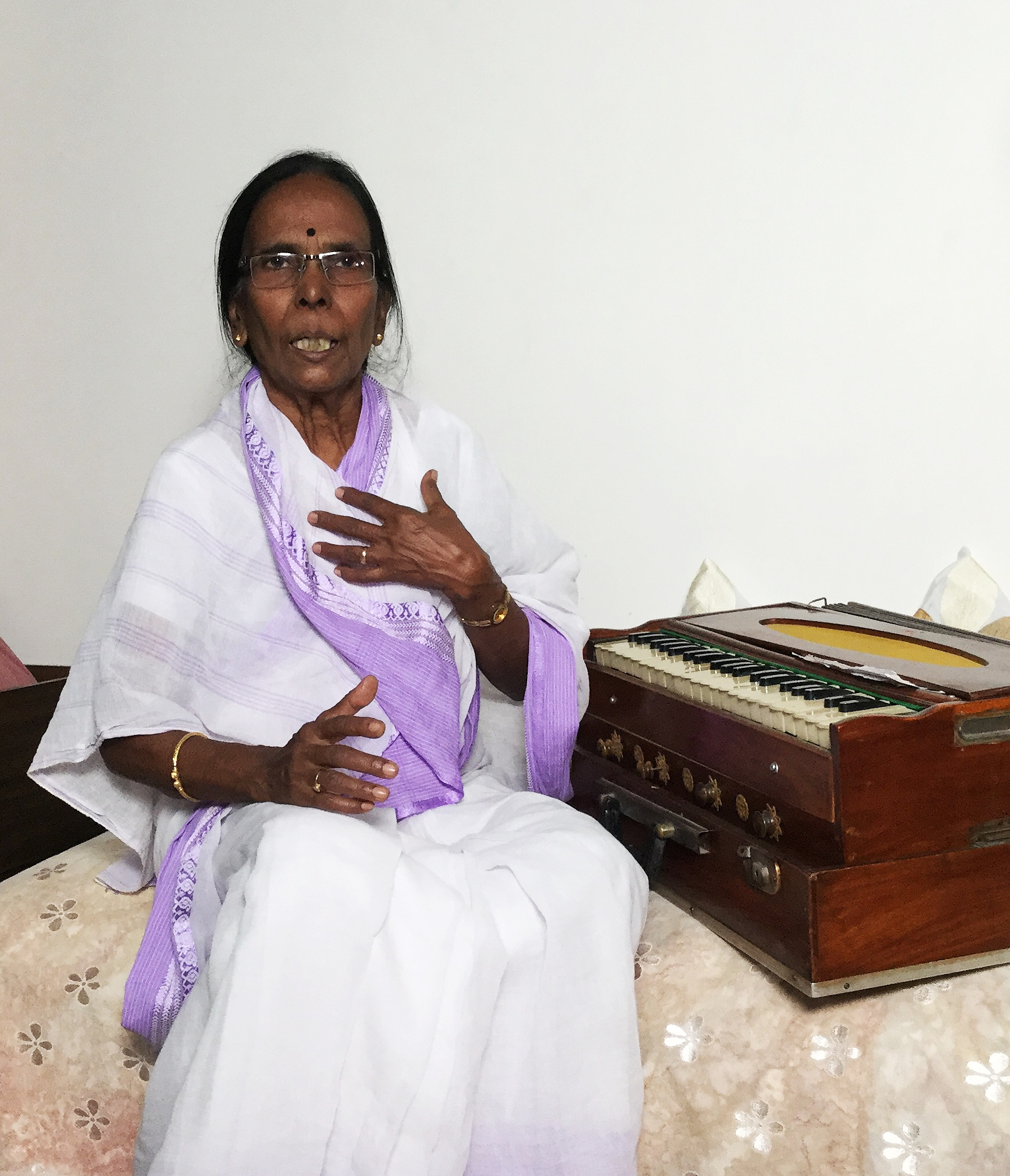
Vidushi Shyamamani Devi
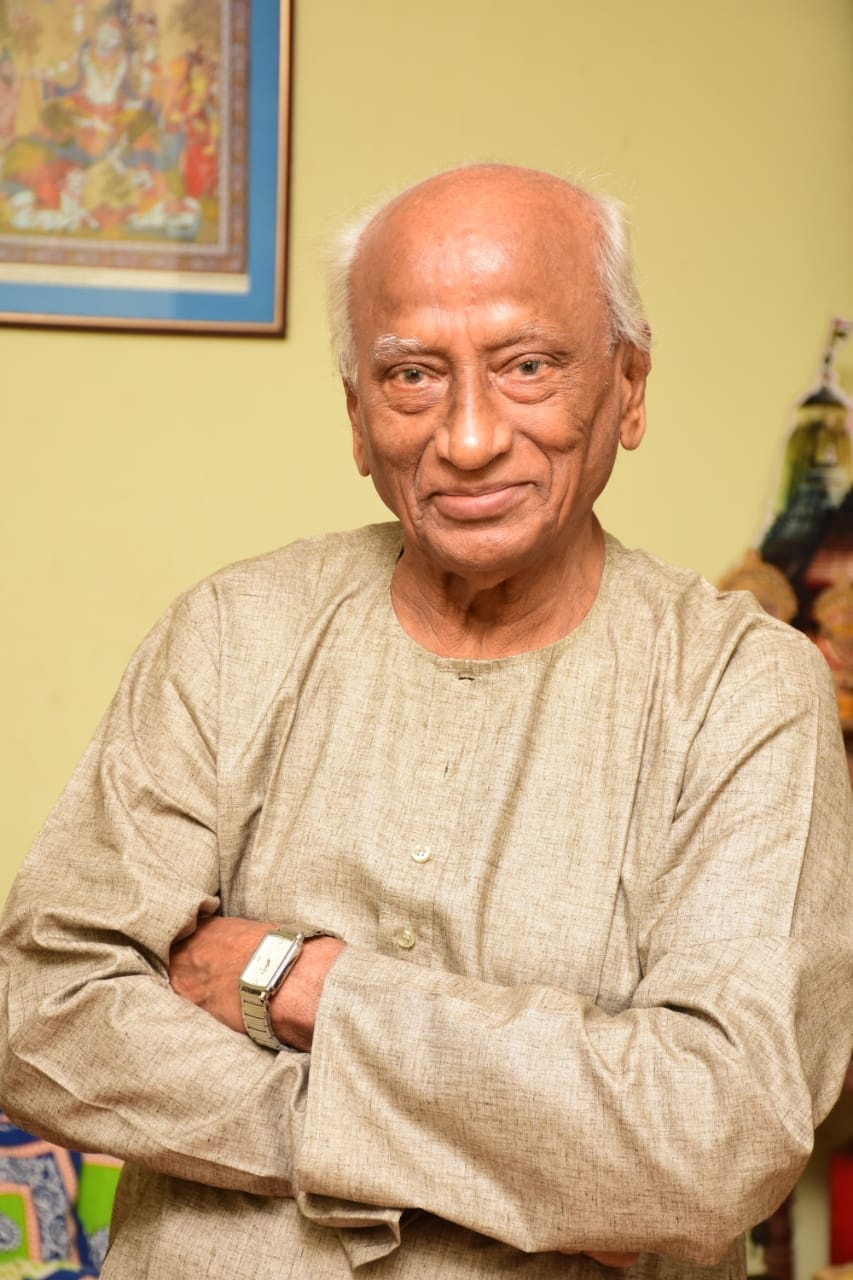
Gourou Gopal Chandra Panda
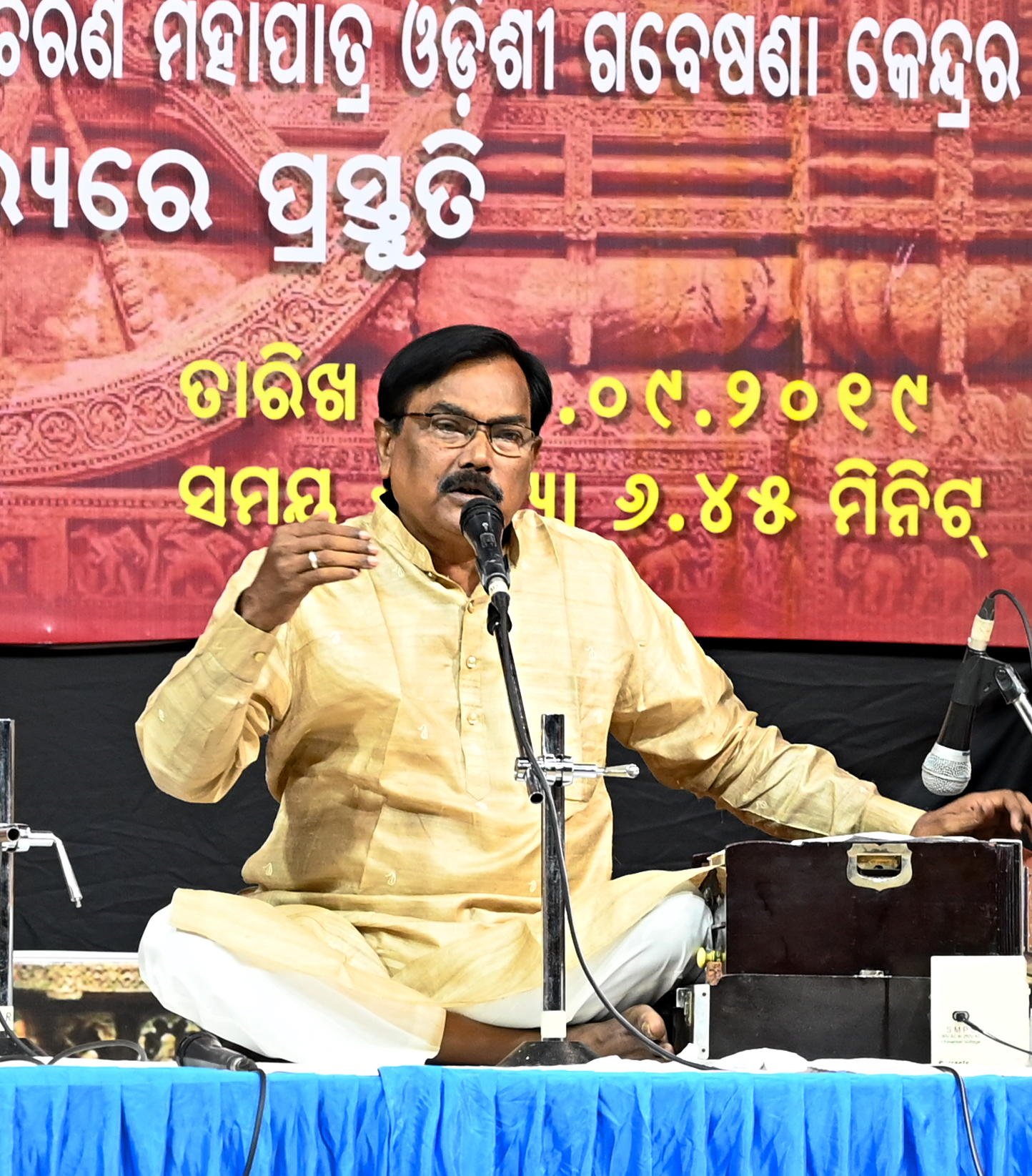
Gourou Ramhari Das

### Gourous du mardala

Eminent Gurus of Odissi Mardala
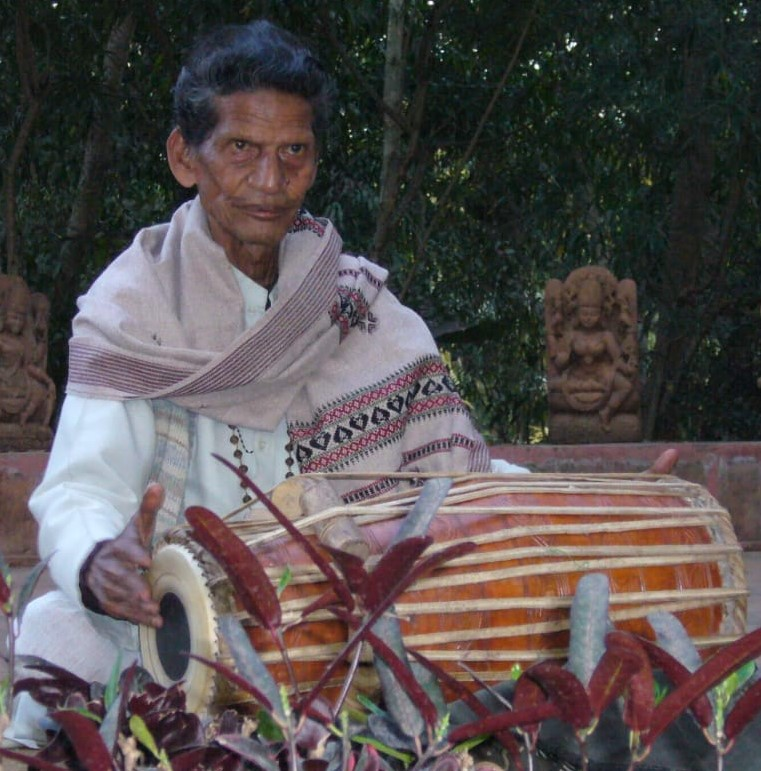
Guru Birabara Sahu, exposant vétéran de Gotipua
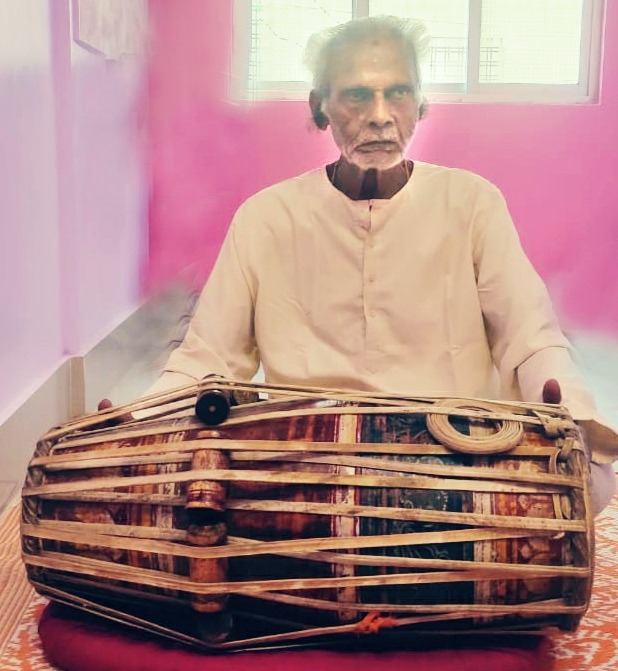
Gourou Basudeba Khuntia
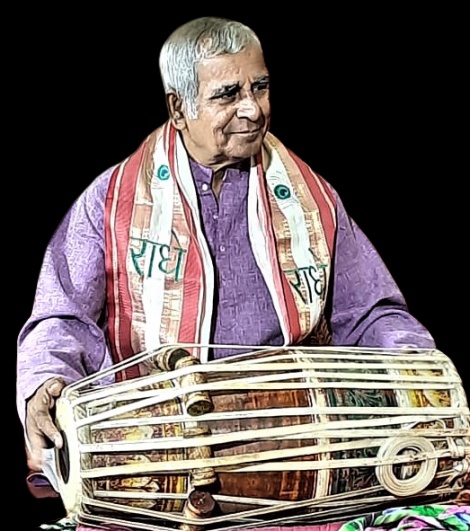
Gourou Rabinarayan Panda
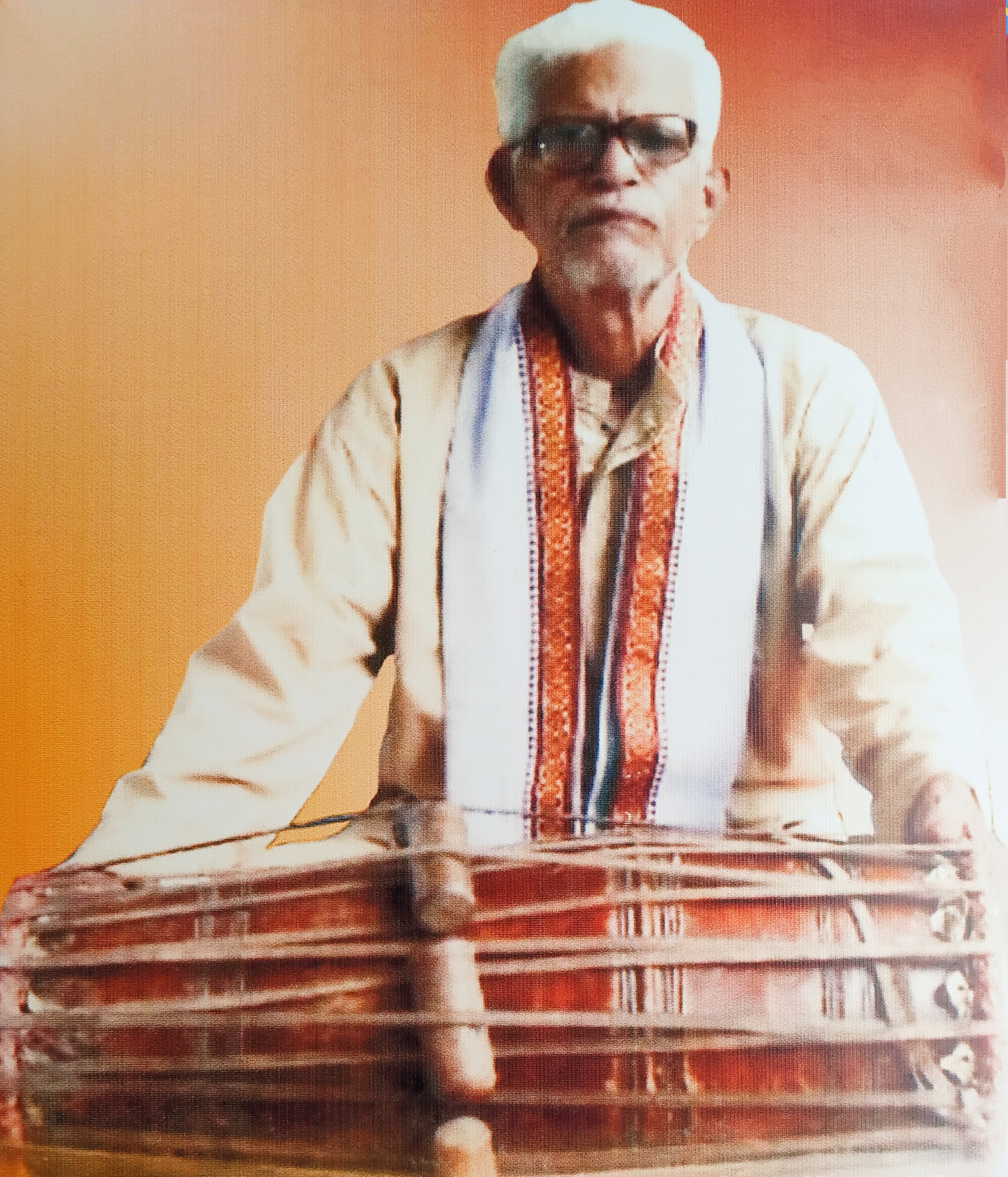
Guru Maguni Das, exposant vétéran de Gotipua
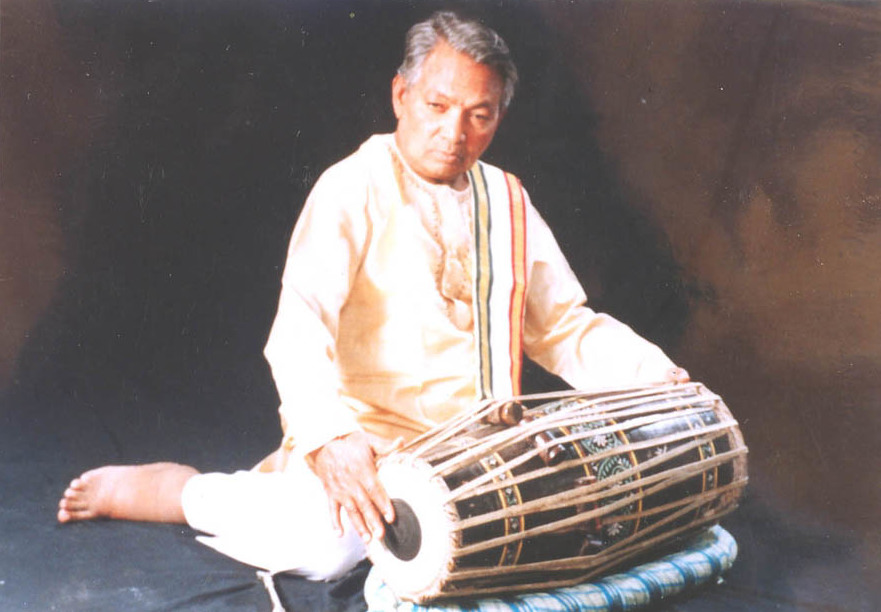
Guru Banamali Maharana, qui a reçu un Sangeet Natak Akademi Award 2004 pour sa contribution à Odissi Music et au Mardala
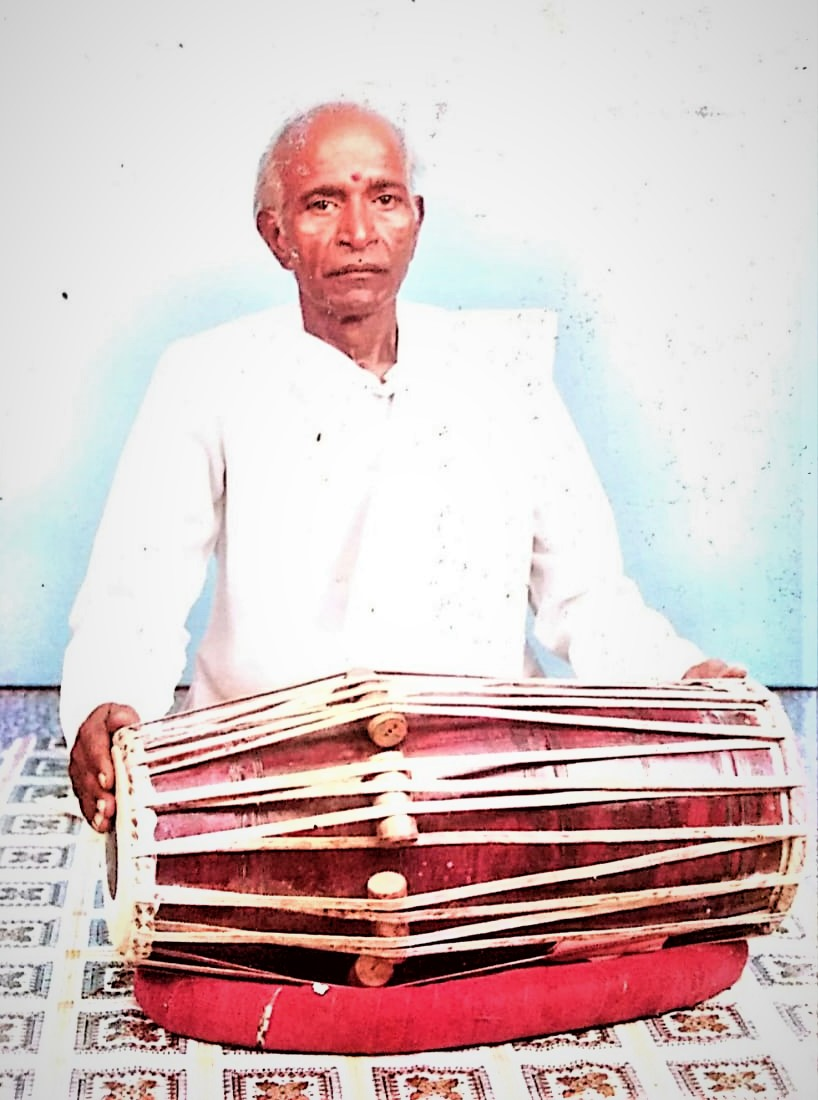
Guru Mahadeba Rout, récipiendaire du prix Odisha Sangeet Natak Akademi et épithète Pandita du gouvernement d'Odisha
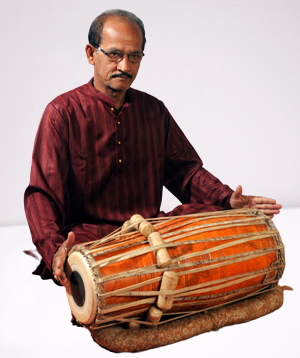
Gourou Janardana Dash
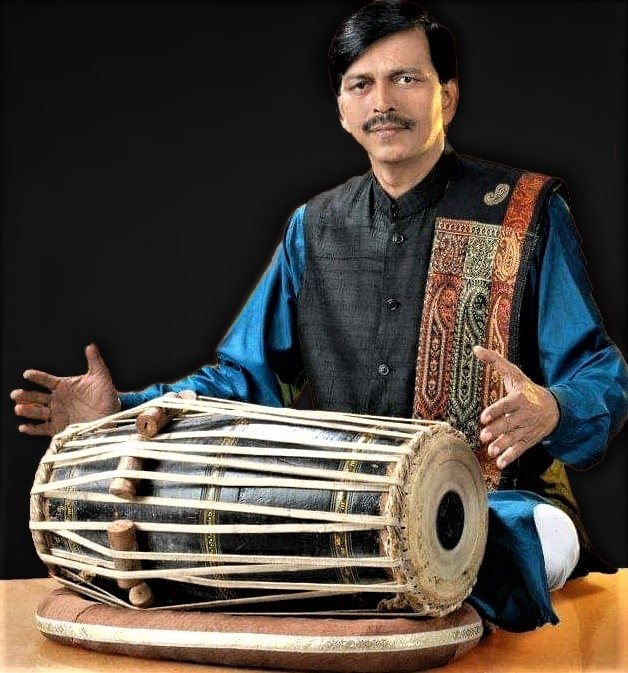
Guru Dhaneswar Swain, récipiendaire du prix Sangeet Natak Akademi en 2013 pour sa contribution à Odissi Music et Mardala
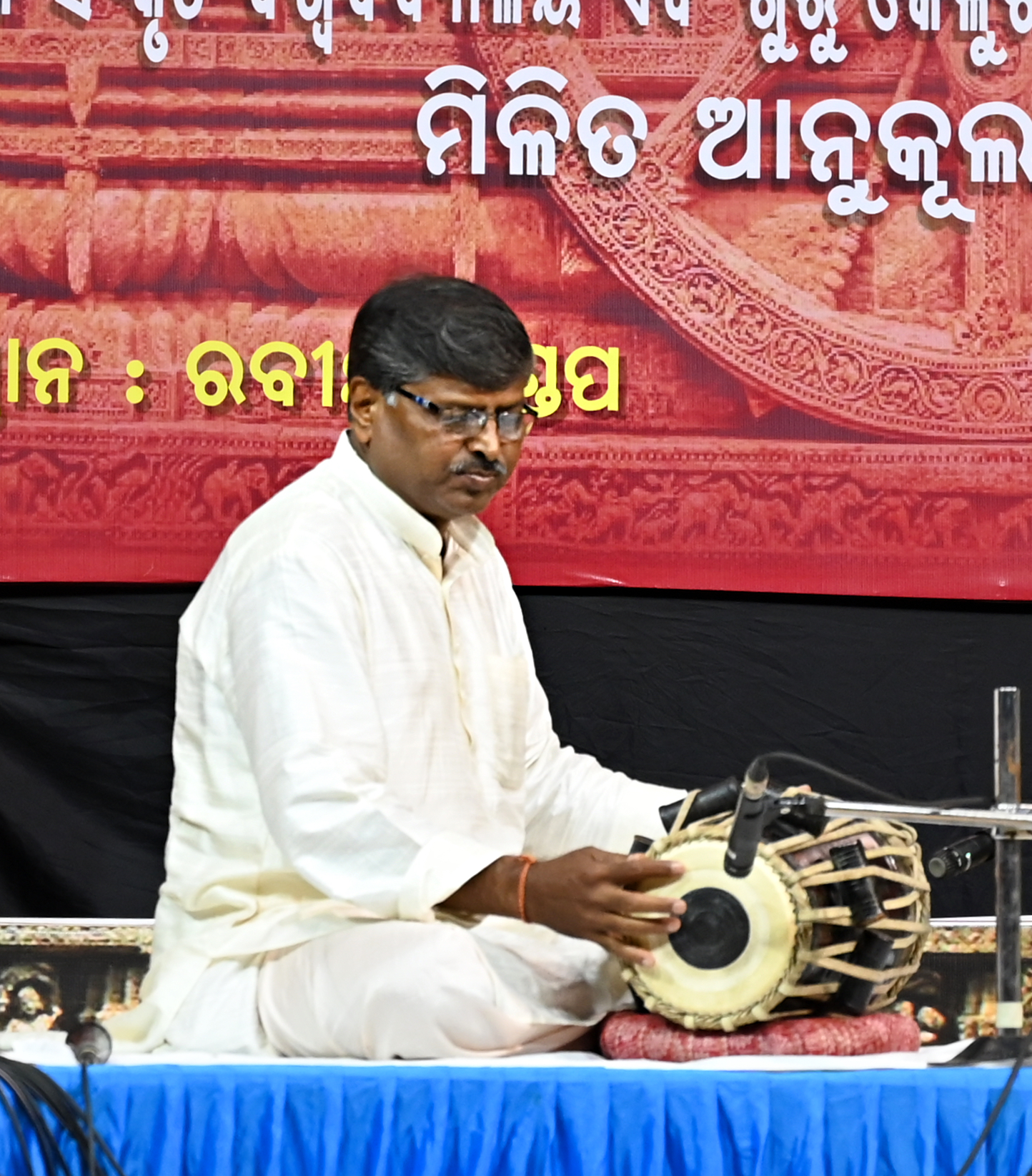
Guru Sachidananda Das, lauréat du prix Odisha Sangeet Natak Akademi
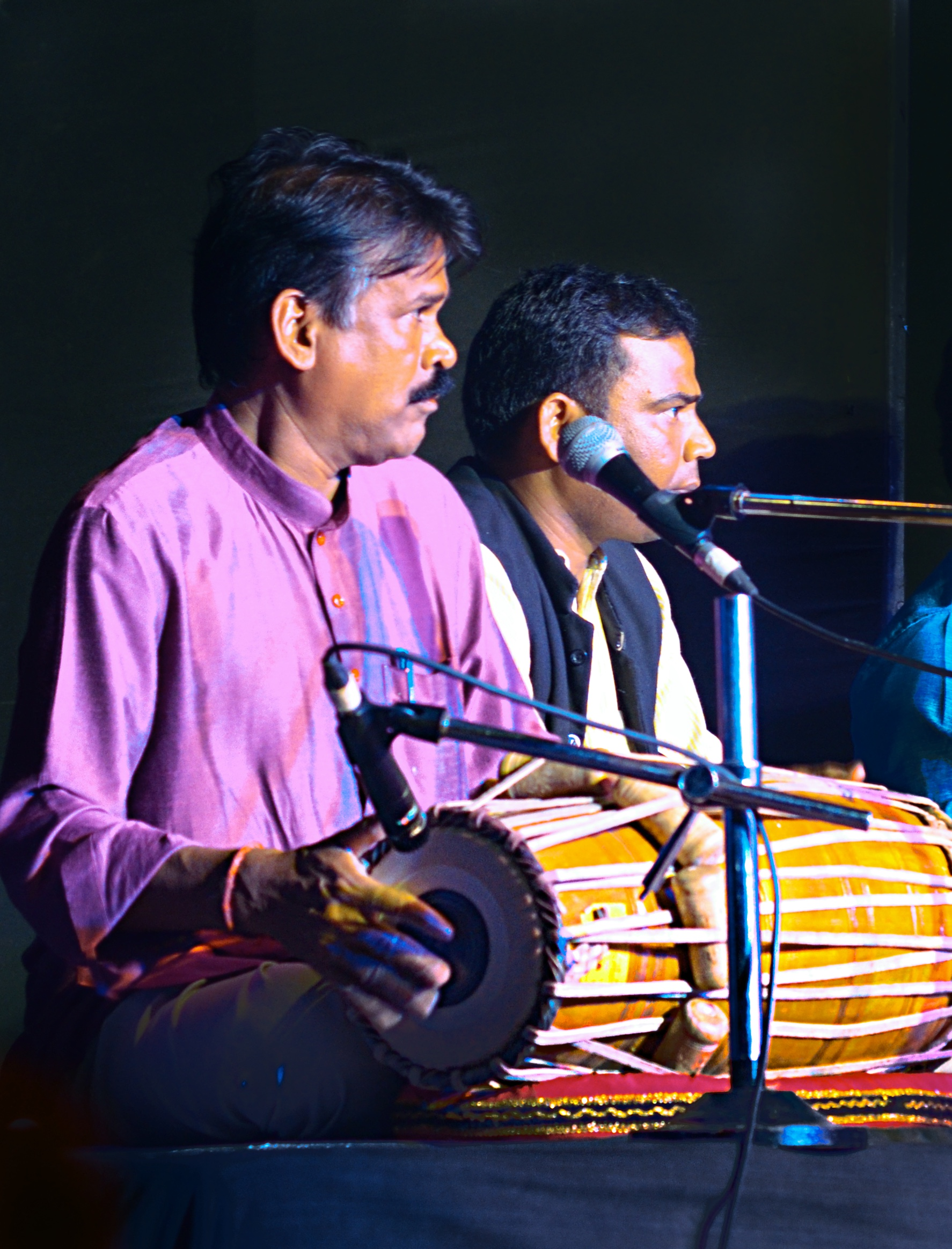
Gourou Bijaya Kumar Barik
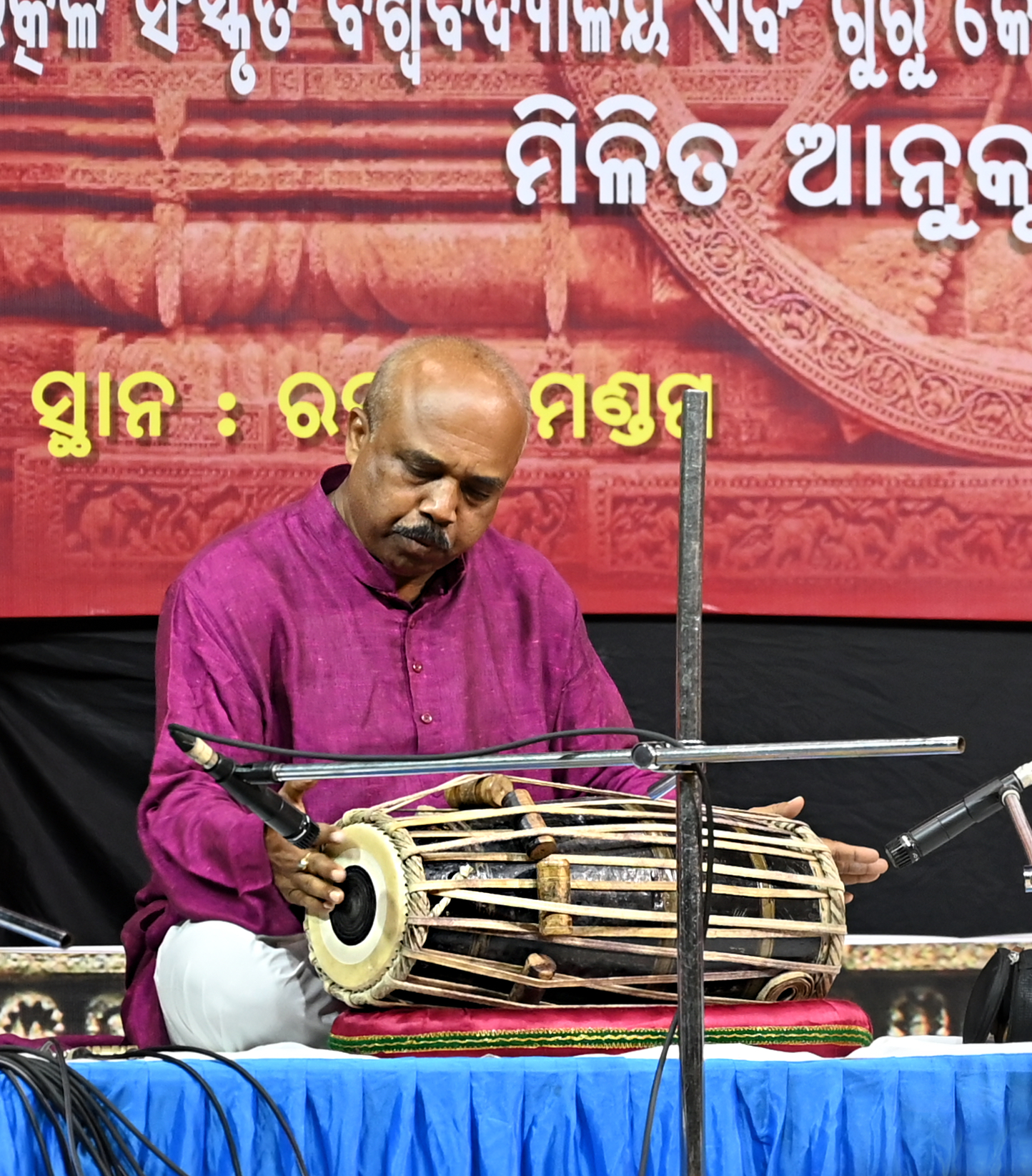
Gourou Jagannath Kuanr
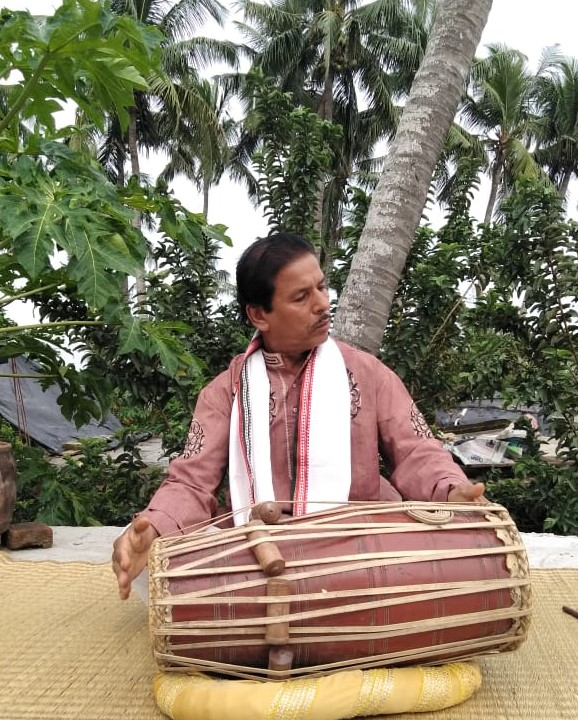
Gourou Chintamani Raut
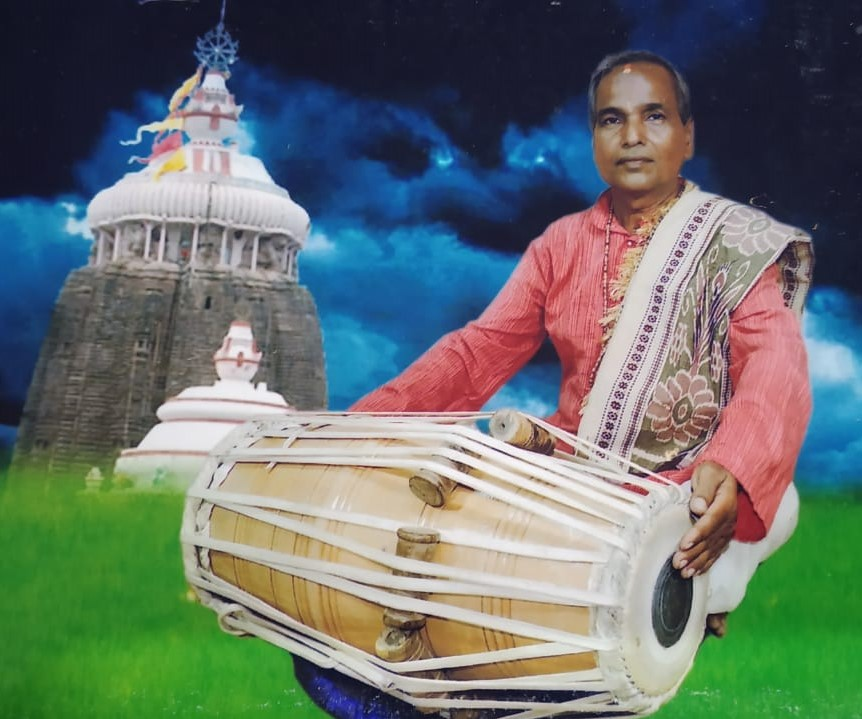
Gourou Maheswar Mohapatra
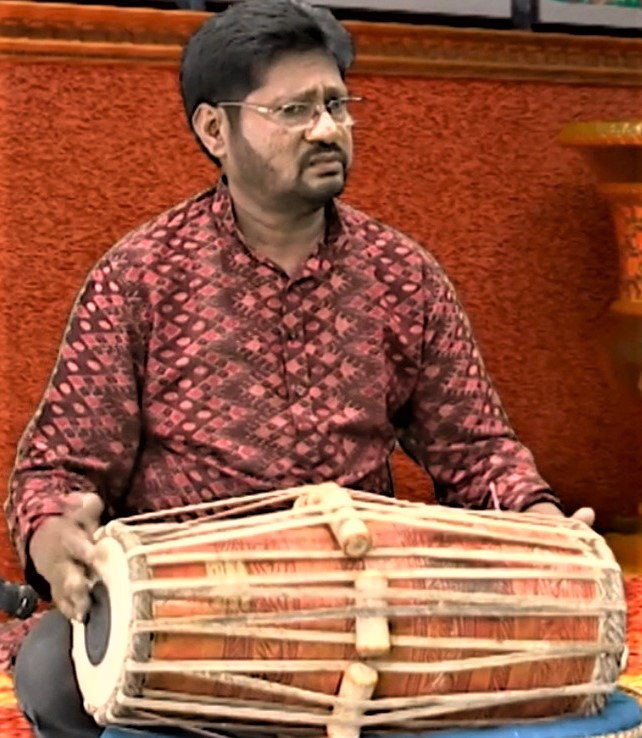
Gourou Gouranga Charan Mahala